# André Malraux
« Malraux » redirige ici. Pour les autres significations, voir Malraux (homonymie).
André Malraux, né le 3 novembre 1901 à Paris et mort le 23 novembre 1976 à Créteil (Val-de-Marne), est un écrivain, aventurier, résistant, homme politique et intellectuel français.
Essentiellement autodidacte et tenté par l'aventure, André Malraux gagne avec son épouse Clara Malraux l'Indochine, où il participe à un journal anticolonialiste et est emprisonné en 1923-1924 pour vol et recel d'antiquités sacrées khmères. Revenu en France, il transpose cette aventure dans son roman La Voie royale publié en 1930, et gagne la célébrité dans la francophonie avec la parution en 1933 de La Condition humaine, un roman d'aventures et d'engagement qui s'inspire des soubresauts révolutionnaires de la Chine et obtient le prix Goncourt.
Militant antifasciste, André Malraux combat en 1936-1937 aux côtés des républicains espagnols. Son engagement le conduit à écrire son roman L'Espoir, publié en décembre 1937, et à en tourner une adaptation filmée Espoir, sierra de Teruel en 1938. Il rejoint la Résistance en mars 1944 et participe aux combats lors de la Libération de la France. Après la guerre, il s’attache à la personne du général de Gaulle, joue un rôle politique au RPF, et devient, après le retour au pouvoir du général de Gaulle, ministre d'État, ministre de la Culture de 1959 à 1969.
Il écrit alors de nombreux ouvrages sur l'art comme Le Musée imaginaire ou Les Voix du silence (1951) et prononce des oraisons funèbres mémorables comme lors du transfert des cendres de Jean Moulin au Panthéon le 19 décembre 1964 ou lors des funérailles de Le Corbusier le 3 septembre 1965 dans la cour du Louvre, ou de Georges Braque. En 1996, pour le vingtième anniversaire de sa mort survenue le 23 novembre 1976, ce sont les cendres de Malraux qui sont à leur tour transférées au Panthéon.

## Biographie

### Jeunesse

#### Origines familiales
Georges André Malraux, dit André Malraux, naît le 3 novembre 1901 au 53 rue Damrémont dans le 18e arrondissement de Paris, dans une famille originaire de Dunkerque ; il est le fils aîné de Fernand-Georges Malraux (1875-1930), d'abord employé de commerce, puis directeur de l'agence parisienne d'une banque américaine, et de Berthe Félicie Lamy (1877-1932), fille d'épiciers vivant à Bondy, à l'est du département de la Seine. Il a un frère cadet, Raymond Fernand Malraux (1902-1903), mort à trois mois. En 1905, alors qu'il a trois ans et demi, ses parents se séparent. Son père aura d'un second mariage, avec Marie-Louise Godard (1879-1946), deux autres fils : Roland Malraux (1912-1945) et Claude Malraux (1920-1944).
Olivier Todd rapporte qu'André Malraux a le syndrome de Gilles de La Tourette, qui provoque chez lui des tics et explique certaines particularités de sa gestuelle et de son élocution.
À la séparation de ses parents, André Malraux est élevé par sa mère, sa grand-mère maternelle Adrienne Lamy (née Romagna) et sa tante maternelle Marie Lamy, qui tiennent une épicerie au no 16 de la rue de la Gare à Bondy. Dès l'enfance, il est atteint de tics nerveux, provoqués par le syndrome de Gilles de La Tourette dont il souffrira toute sa vie, et dira ne pas garder de bons souvenirs de cette partie de sa vie (contrairement aux témoignages de ses amis et de ses très proches, et peut-être pour ne pas être interrogé sur sa famille maternelle et son enfance à Bondy, dont il ne parlera jamais publiquement). Il a huit ans lorsque son grand-père paternel, Émile-Alphonse dit Alphonse Malraux, commerçant flamand, fabricant de futailles, vendeur d'alcool, maître-tonnelier et enfin armateur,, gérant une flotte de dix navires, et nommé expert maritime par la mairie de Dunkerque,, meurt en 1909 à 77 ans en « vieux viking » (selon l'expression de Malraux lui-même), après avoir subi plusieurs revers de fortune,. Contrairement à ce qu'André laissa souvent entendre, il semble que la mort de son grand-père ne soit pas due à un suicide ; cependant, le 20 décembre 1930, son père Fernand-Georges Malraux, lui, se suicide et aura pour dernières paroles, souvent répétées par André Malraux : « Et qui sait ce que nous trouverons après la mort ? »

#### Formation

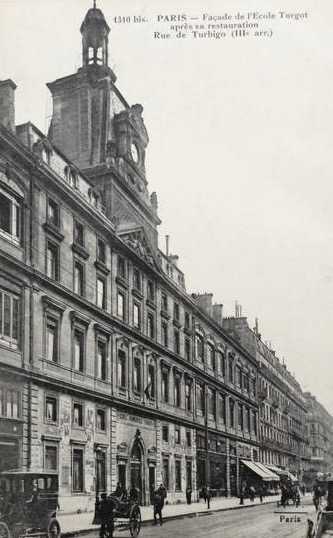
École de la rue de Turbigo après 1904, fréquentée par André Malraux à partir de 1915.

En 1915, il entre à l'école supérieure de la rue de Turbigo à Paris (le futur lycée Turgot). Il fréquente déjà assidûment les bouquinistes, les salles de cinéma, de théâtre, d'expositions, de concerts, etc. Ainsi commence sa passion pour la littérature contemporaine.
En 1918, après avoir été refusé au lycée Condorcet à Paris, il abandonne ses études secondaires et n'obtiendra jamais son baccalauréat, ce qui ne l'éloignera pas pour autant de la littérature,. Il cultive déjà, parmi beaucoup d'autres, trois admirations profondes : Victor Hugo, Michelet et Michel-Ange.
Il travaille en 1919 pour le libraire-éditeur René-Louis Doyon, qui pratique le commerce des livres rares ; c'est ainsi qu'il fait la connaissance de Max Jacob, amateur d'occultisme, dont il fait le sujet de son premier article. Il fréquente les milieux artistiques de la capitale, étudie partout les œuvres d'art anciennes et modernes et suit très librement des cours au musée Guimet et à l'École du Louvre. René-Louis Doyon fonde en 1920 sa revue La Connaissance et ouvre ses colonnes à Malraux, qui publie ses premiers textes dès 1920 : petits essais de théorie littéraire, comptes rendus critiques et premières proses. Les œuvres de cette époque appartiennent au genre farfelu — c'est Malraux qui ressuscite le terme — proses poétiques influencées par l'expressionnisme allemand et la poésie cubiste d'Apollinaire ou de Max Jacob. C'est aussi l'époque où il joue au Père Ubu et lit Alfred Jarry. Il s'en souviendra après 1948, en adhérant au Collège de 'Pataphysique. Il entame également une collaboration à la revue Action dans laquelle il publie des articles sur Lautréamont et André Salmon, éditant aussi des textes peu connus du poète Jules Laforgue. Il n'a que dix-huit ans lorsqu'il publie son premier livre, Lunes en papier, dédié à Max Jacob.

#### Débuts professionnels
André Malraux devient directeur littéraire chez Simon Kra, en 1920, côtoie notamment Jean Cocteau, Paul Morand, Raymond Radiguet, Pierre Reverdy, André Salmon, André Suarès, André Derain, Léger et Vlaminck. Il livre des articles pour la revue Action, de Florent Fels. Simon Kra, libraire, lui confie la direction artistique des Éditions du Sagittaire. Il y publie Le Livret de l'imagier de Remy de Gourmont, Carnet intime de Laurent Tailhade, des textes de Baudelaire présentés comme inédits alors qu'ils ne le sont pas et des extraits de Sade donnés comme des ouvrages complets. Il peut maintenant voler de ses propres ailes et s'installe à Paris, rue Rachel à Montmartre en 1919, puis dans une chambre au Lutetia, au no 45 boulevard Raspail en 1920.
Il fait la connaissance de sa future épouse, Clara Goldschmidt, au cours d'un dîner organisé par Florent Fels. Ils séjournent ensemble en Italie, à Florence et Venise et rentrent d'urgence, n'ayant plus d'argent. Le couple se marie le 21 octobre 1921 et part en voyage de noces à Prague, puis à Vienne et passe les fêtes de fin d'année à Magdebourg, ville d'origine de la famille de Clara Goldschmidt. Début 1922, le couple va à Berlin, puis en Tunisie et en Sicile. Malraux compte gérer l'argent et les actions de son épouse (« Je ne vais tout de même pas travailler » dit-il à Clara Goldschmidt. En 1936, lorsque leur couple se délitera, il lui lancera « Je ne vous ai épousée que pour votre argent »). Le divorce d'André et de Clara Goldschmidt sera prononcé le 9 juillet 1947 ; moins d'un an plus tard, le 13 mars 1948, il épouse Marie-Madeleine Lioux, concertiste de piano et veuve du demi-frère de l'écrivain, Roland Malraux, résistant mort en déportation.
Max Jacob le présente au marchand de tableaux Daniel-Henry Kahnweiler (1884-1979), qui l'engage comme éditeur à la galerie Simon.
À cette époque, il est présenté à Charles Maurras, dont il partage quelque temps le nationalisme et l'aversion pour l'anarchie, et dont il préface élogieusement le livre Mademoiselle Monk. Il exprime son envie de le rencontrer,.
En 1922, il réussit à faire ajourner son service militaire, alléguant ses tics et, selon Olivier Todd, quelques maux imaginaires. Malraux est réformé en 1929, ce qui ne l'empêche pas de risquer sa vie dans les combats de la guerre civile espagnole et dans ceux de la Résistance. En 1923, de mauvais placements de la fortune de son épouse, dans des actions dans des mines d'or mexicaines qui s'effondrent, ruinent le couple,.

### Séjour en Indochine

#### Affaire du vol d'œuvres d'art à Angkor
Poussé par son goût de l'aventure et son amour de l'art et pour « se refaire », Malraux décide de partir avec son épouse Clara Malraux et son ami d'enfance Louis Chevasson en Indochine, pour y voler des statues et les revendre, après s'être renseigné sur les prix et les débouchés auprès de Paul Cassirer et Daniel-Henry Kahnweiler et avoir pris contact avant son départ avec de riches collectionneurs américains et allemands qui pourraient être intéressés par un « lot de statues khmères ». Pour obtenir une mission archéologique gratuite, il prétend faussement qu'il suit des cours à l'École des langues orientales, fait miroiter la promesse d'un don financier important à l'École française d'Extrême-Orient (EFEO), s'engage à laisser la direction des fouilles à cette école et à ne prétendre à aucun droit de propriété personnelle sur les œuvres d'art découvertes, devant uniquement faire des moulages de statues pour le musée Guimet. La mission lui est accordée par une commission du ministère des Colonies en septembre 1923. Il part de Marseille pour Hanoï où il rencontre Léonard Auroussea, directeur par intérim de l'EFEO (qui émet des réserves, la région des fouilles étant insoumise) puis il s'établit à Siem Reap à proximité du complexe archéologique d'Angkor le 13 octobre 1923.

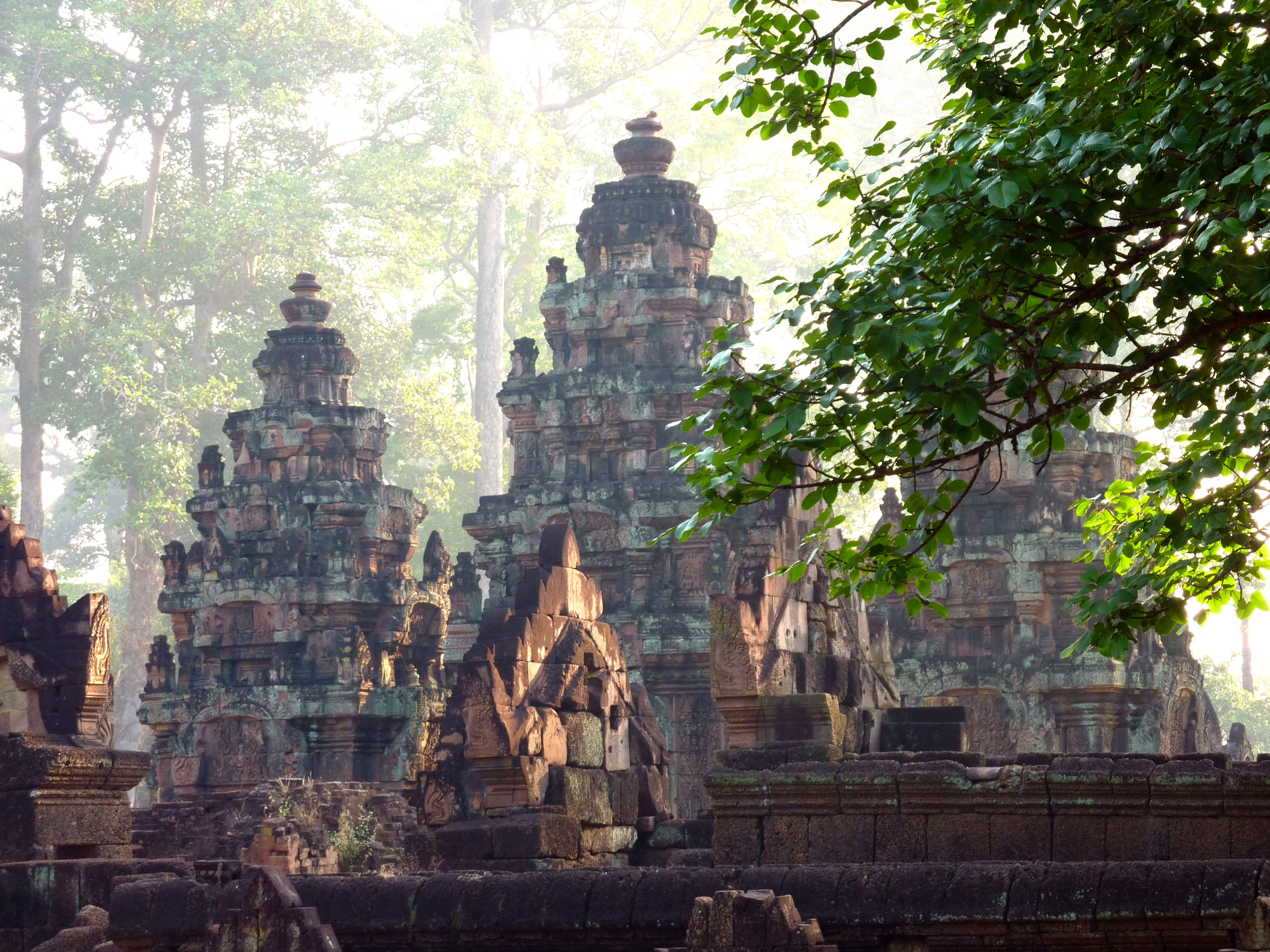
Temple de Banteay Srei, Cambodge.

À la mi-décembre, Malraux et son compagnon Louis Chevasson découpent à la scie, au temple de Banteay Srei, une tonne de pierres sculptées et quatre grands morceaux de bas-reliefs, qu'ils emballent et emportent pour les revendre à un collectionneur. La valeur marchande totale du larcin atteint environ un million de francs. Alertées des projets de l'expédition, les autorités ont toutefois flanqué celle-ci de quelques indigènes qui, sous prétexte d'assurer leur sécurité, les surveillent discrètement. Après une intervention du conservateur du Musée du Cambodge et ethnologue George Groslier pour empêcher ce vol, ils sont arrêtés à leur arrivée à Phnom Penh le 23 décembre 1923 et assignés à résidence à l'hôtel Manolis, dont ils ne pourront plus payer la note au bout de quatre mois. La nouvelle met du temps à filtrer en France.
André Malraux est condamné, le 21 juillet 1924, à trois ans de prison ferme et cinq ans d'interdiction de séjour et son ami Louis à un an et demi,. Clara Malraux, qui est censée n'avoir fait que suivre son mari, n'a pas été inculpée. Elle repart pour Paris en juillet 1924 et mobilise en faveur de son mari les intellectuels de l'époque comme Marcel Arland, Charles Du Bos, Louis Aragon, André Breton, François Mauriac, André Gide, Jean Paulhan et Max Jacob, qui signent une pétition réclamant un statut privilégié pour « ceux qui contribuent à augmenter le patrimoine intellectuel de notre pays [sic] ». En appel, le 28 octobre 1924, la peine de Malraux est réduite à un an et huit mois avec sursis, sans interdiction de séjour ; celle de son ami à huit mois, également avec sursis.
Cette affaire lui vaut quelques ennemis, dont le rédacteur en chef du journal L'Impartial de Saïgon, le journaliste eurasien Henry Chavigny de Lachevrotière (avec qui il engagea une vive polémique dans la presse), et surtout le gouverneur de la Cochinchine, Cognacq. De retour en France, Malraux se pourvoit en cassation dans l'espoir d'obtenir la restitution des bas-reliefs. L'arrêt d'appel sera annulé par la Cour de cassation en 1925 et un nouvel arrêt sera rendu le 11 mai 1926.
Cette affaire connaît un épilogue inattendu : alors qu'il était promis à la destruction, le temple de Banteay Srei, bénéficiant de la médiatisation du procès, est classé et restauré par l’École française d'Extrême-Orient sous la responsabilité d'Henri Marchal, le « conservateur d'Angkor ».

#### Critique du colonialisme
Malraux rentre en France en novembre 1924 sur le paquebot Chantilly des Messageries maritimes avec son ami Chevasson. Il demeure quelque temps à Paris au no 39 boulevard Edgar-Quinet. C'est là qu'il fait ses débuts à la NRF et rencontre Pablo Picasso. Il décide cependant de regagner l'Indochine, dans l'intention d'y combattre les injustices du système colonial avec l'avocat progressiste Paul Monin, qui a déjà commencé ce combat sur place. Pour financer leur voyage, André et Clara Malraux vendent des tableaux, parmi lesquels de faux Picasso et de faux Derain. Ils bénéficient aussi d'une aide financière de Fernand Malraux. Ils s'embarquent pour Saïgon en troisième classe en février 1925. Pour conserver à son arrivée en Cochinchine toute la dignité qui convient à quelqu'un venu en découdre avec les plus hauts personnages d'Indochine, Malraux débarque avec Clara Malraux à Singapour, rejoint Bangkok par le train et s'embarque à nouveau — mais cette fois, en première classe — pour Saïgon.
En juillet 1925, Malraux et Monin fondent L'Indochine, journal qui dénonce le système colonial et les injustices dont sont victimes les Annamites. Un jeune journaliste eurasien, Eugène Dejean de La Bâtie, accepte d'en être le gérant. Malgré les obstacles, le journal connaît une large diffusion mais disparaît bientôt en raison d'une série de pressions de l'administration coloniale, pour renaître avec des moyens de fortune en novembre, sous le titre de L'Indochine enchaînée. Ce journal suivra, entre autres, l'affaire de l'assassinat du résident Bardez, un collecteur d'impôts battu à mort par une foule au Cambodge, symbole des abus du système colonial.
Malraux se brouille avec Monin qui tente de l'entraîner en Chine pour participer à la révolution chinoise. Le témoignage de Paul Morand, qui a rencontré Malraux le 3 novembre 1925 à Saigon (et non à Hong Kong comme on l'a longtemps cru), a entretenu la légende selon laquelle Malraux avait été un acteur de la révolution chinoise en tant que chargé de la propagande du Guomindang sous Borodine. Si Malraux ne s'est jamais engagé concrètement dans la révolution chinoise, son ami Paul Monin a pris, lui, tous les risques et, sans devenir le « lieutenant » de Borodine, a réellement effectué de courtes missions pour le Guomindang.
Dès l'automne 1925, Malraux songe avant tout à sa carrière littéraire. Il sait L'Indochine enchaînée condamné à brève échéance. Au début de 1926, il revient en France avec Clara Malraux. L'Indochine s'éloigne de ses préoccupations, mais il ne l'oublie cependant pas totalement puisqu'en 1931, il signe dans la revue Europe la pétition contre la brutalité de la répression des troubles en Annam-Tonkin. En fait, sur la question de l'Indochine, Malraux était plus modéré que Monin. En 1935, encore, dans la préface d'un livre d'Andrée Viollis, il reconnaîtra « les nécessités d'une colonisation », tout en distinguant entre ces nécessités de la colonisation et « les sottises qui se réclament d'elle ».

### Années 1930

#### Romancier
En 1926, le couple emménage au no 122 boulevard Murat à Paris. Malraux se remet à l'édition des livres de luxe et devient le directeur des éditions À la sphère qui publient des œuvres de François Mauriac, Albert Samain, André Gide et Jean Giraudoux, ainsi que Pascal Pia, qui s'adonne avec un certain succès aux faux littéraires avec Années de Bruxelles, présenté comme le journal intime de Baudelaire. En août 1926, il publie La Tentation de l'Occident, chez Grasset, dialogue épistolaire entre un Français et un Chinois.
En 1927, il est alité pendant un trimestre entier à la suite d'une crise de rhumatisme articulaire aigu. Il entre au comité de lecture des Éditions Gallimard et, la même année, y devient directeur artistique, chargé des éditions et des expositions d'art. Dans les salons de la maison Gallimard, il organise des expositions d'art extrême-oriental et d'art contemporain. Il publie Écrit pour un ours en peluche dans la revue 600, Le Voyage aux îles Fortunées dans la revue Commerce, et un important essai, D'une jeunesse européenne.
En 1928, il publie chez Grasset Les Conquérants, roman qui met en scène, dans la Chine de 1925, des affrontements entre nationalistes du Kuomintang et communistes. Ce roman connaît alors un grand succès. Chez Gallimard, il publie Royaume farfelu. À cette époque, Malraux affirme avoir joué un rôle important au Kuomintang comme vice-commissaire à la propagande,. Durant toute cette période, il effectue de très nombreux voyages, en Europe centrale et orientale, visitant aussi l'Afrique du Nord, le Proche-Orient, l'Arabie et la Perse. En 1930, tout en continuant d'écrire, il visite le Japon, les Indes et revient par les États-Unis. La même année, il publie La Voie royale, roman d'aventures largement inspiré par son expédition archéologique au Cambodge. Il édite Calligrammes de Guillaume Apollinaire.

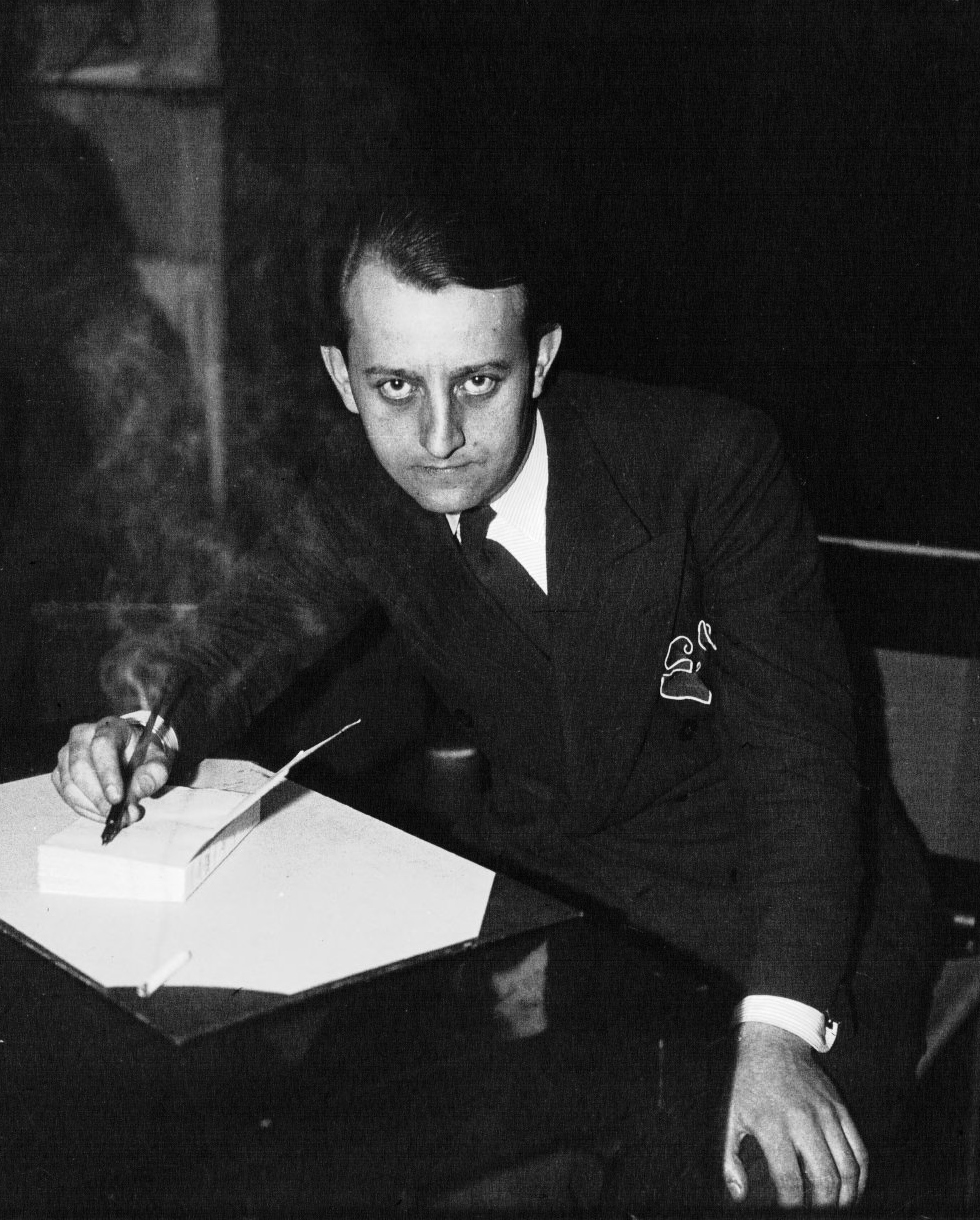
André Malraux, au moment du prix Goncourt en 1933.

Au début de 1931, la Galerie de la Nouvelle Revue française, nouvellement créée par Gaston Gallimard, organise une exposition des œuvres d'art greco-bouddhique (art du Gandhara) que Malraux a rapportées d'Orient, où il a voyagé deux fois avec Clara Malraux, en 1929 et en 1930. Malraux prétend que les œuvres exposées proviennent du Pamir et qu'il les y a trouvées lui-même. Il se montre avare d'explications face aux universitaires et aux journalistes.
Gaston Poulain, chroniqueur à Comœdia, publie un entretien de Malraux qui incite au scepticisme sur l'authenticité des objets exposés. La galerie de la NRF, dont Malraux est actionnaire, a pour objet le commerce des objets d'art et les opérations immobilières, mobilières et financières. Une grande partie de son stock, où sont représentés l'art gothico-bouddhique, l'art gréco-bouddhique, l'art indo-hellénistique ainsi que l'art des nomades de l'Asie centrale, est alimentée par les voyages de Malraux et Clara Malraux en Asie, qui se poursuivront en 1931 : Ispahan, Afghanistan, Inde, Birmanie, Malaisie, Singapour, Hong Kong, Chine et Japon.
Malraux fait sortir les objets d'art de leur pays d'origine en contournant la douane, le cas échéant en corrompant le douanier. Pour écouler les pièces, la galerie utilise un procédé qui, à l'époque, n'est pas illégal : on place en salle de ventes une petite quantité d'objets dont on possède de nombreux analogues, on fait monter le prix des objets mis en vente et on les achète au prix élevé qu'ils ont atteint, ce prix servant ensuite d'argument pour surévaluer toutes les pièces semblables. Le commerce d'œuvres d'art semble avoir mis Malraux très à l'aise financièrement.

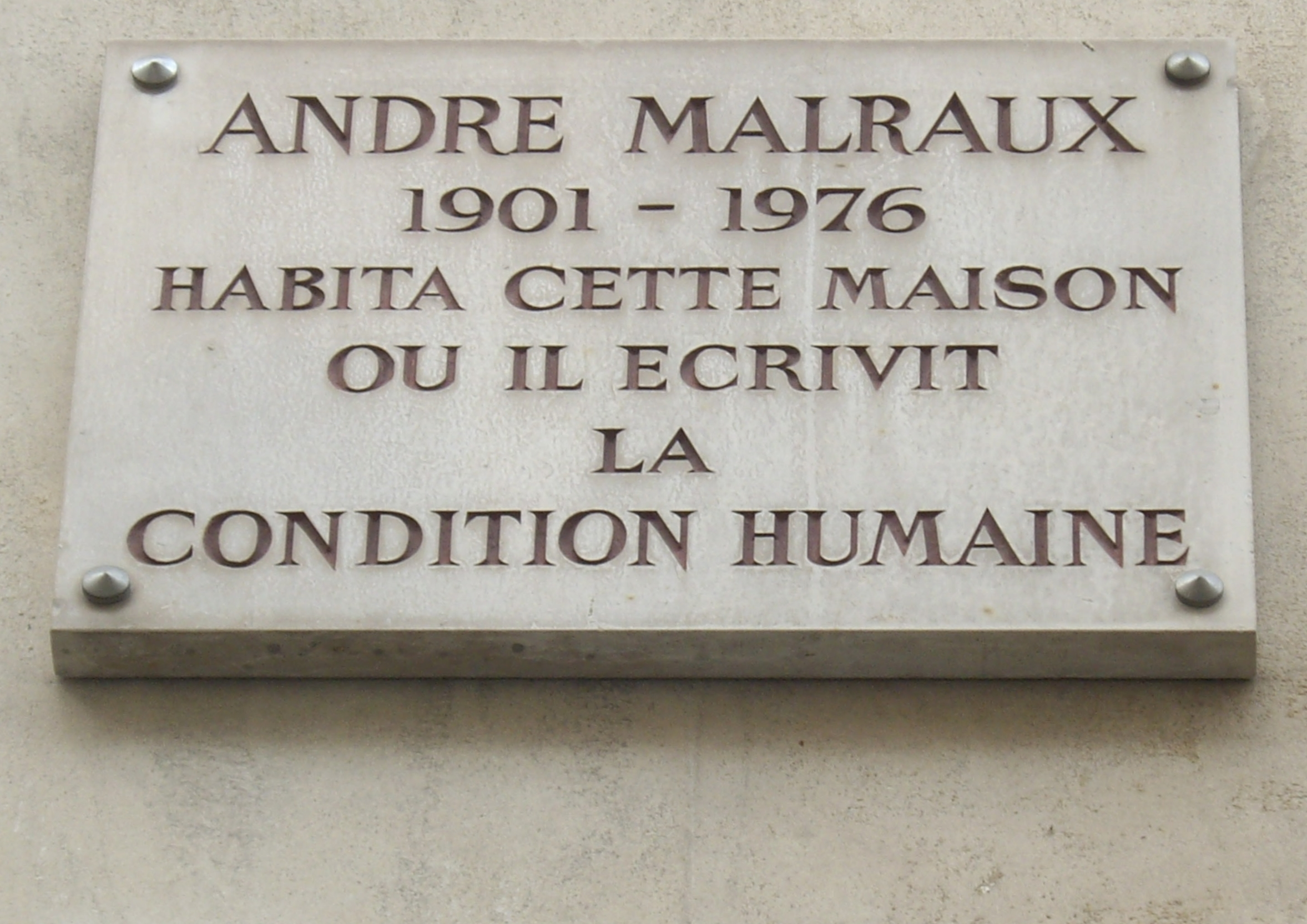
Plaque au no 44 rue du Bac.

Le 22 mars 1932, la mère de Malraux meurt. Avec Josette Clotis, qu'il a rencontrée dans les couloirs de La Nouvelle Revue française cette même année, il entretient une longue liaison et a deux fils nés hors mariage, Pierre-Gauthier (1940-1961) et Vincent Malraux (1943-1961). Ils meurent à 17 et 20 ans dans un accident de voiture, le 23 mai 1961.
Malraux s'installe avec Clara Malraux au no 44 rue du Bac (Paris 7e), où il écrit La Condition humaine, roman inspiré du massacre de Shanghai de 1927. L'œuvre connaît un immense succès et elle est couronnée par le prix Goncourt en décembre 1933. Florence Malraux, fille d'André et de Clara Malraux, naît le 28 mars 1933.
Dès 1932 aussi, avec d'autres artistes comme Paul Nizan, Henri Barbusse, Eugène Dabit, Paul Signac, Jean et André Lurçat, ou encore Georges Friedmann, il anime le comité de soutien à Thomas Olszanski, un mineur du Nord déchu de la citoyenneté française à cause de ses engagements syndicaux.

#### Militant antifasciste
Dès 1933, au moment où Adolf Hitler prend le pouvoir, il milite contre le fascisme et le nazisme. Il prononce un discours lors de la première réunion de l'Association des écrivains et artistes révolutionnaires (AEAR), présidée par André Gide. Il participera à plusieurs activités de cette association, sans savoir qu'elle est noyautée par des agents de Moscou, notamment Willi Münzenberg : nombre d'intellectuels français se rapprochent alors du parti communiste dans une commune opposition au nazisme. Au mois d'août, il rencontre Trotski à Saint-Palais-sur-Mer. Il a avec Louise de Vilmorin une courte liaison, qu'il rompt quand il apprend que sa maîtresse entretient parallèlement une relation avec le journaliste allemand Friedrich Sieburg.
En janvier 1934, il se rend en Allemagne avec André Gide, tous deux envoyés par le Parti communiste français pour remettre une pétition réclamant la libération de Dimitrov, accusé de complicité dans l'incendie du Reichstag, mais les deux écrivains ne sont reçus ni par Hitler, ni par Goebbels.

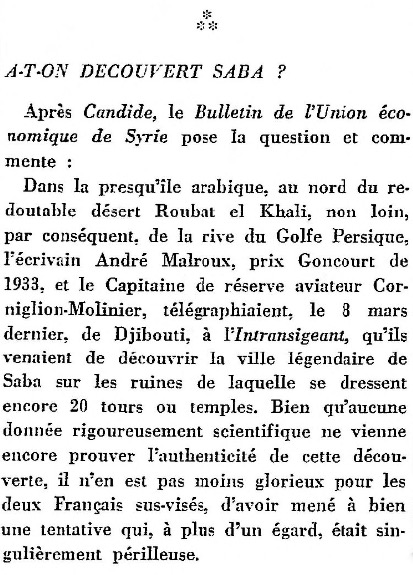
L'Africain, hebdomadaire illustré, 4 novembre 1934.

En mars, Malraux se lance dans une nouvelle aventure : il va avec le capitaine Édouard Corniglion-Molinier reconnaître en avion le site de Marib, au Yémen, capitale légendaire du royaume de Saba, celui de la reine de Saba. Malraux ne se laisse pas dissuader par l'archéologue historien Henri Munier, qui lui explique que la reine de Saba n'a aucune consistance historique. Le 7 mars, survolant les environs de Sanaa (Yémen), les deux explorateurs aperçoivent « une plage de galets colossaux » et pensent que c'est la ville de la reine de Saba. Corniglion-Molinier télégraphie en ce sens à L'Intransigeant. Au retour, ils sont invités et reçus à Addis-Abeba par l'empereur Hailé Sélassié Ier, qui prétend descendre de Salomon et de la reine de Saba. Malraux et Corniglion-Molinier auraient survolé une oasis, quelques ruines et des groupes de maisons habitées : Asahil Rymen, Kharib et Duraib.
En mars 1934, Malraux adhère au Comité de vigilance des intellectuels antifascistes, qui vient d'être créé et il participe à la fondation de la Ligue mondiale contre l'antisémitisme. Il fréquente le journaliste et écrivain Ilya Ehrenbourg, agent d'influence soviétique chargé de gagner des sympathisants parmi les intellectuels parisiens.

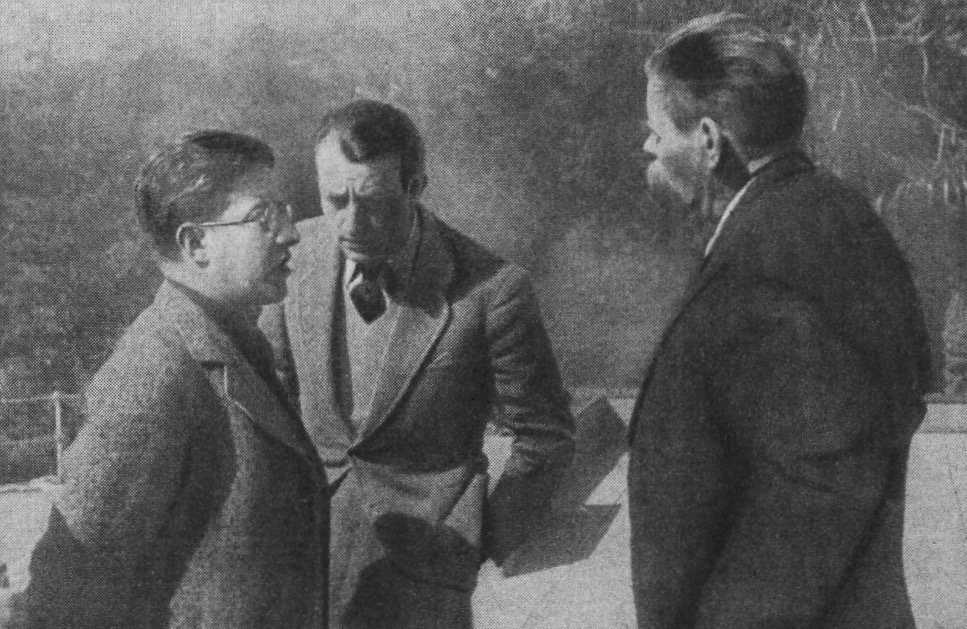
Malraux et Maxime Gorki en URSS en 1934, Marianne, 15 avril 1936.

De juin à septembre, André et Clara Malraux sont en URSS avec Ehrenbourg et sa femme. Malraux donne des entretiens à la Pravda et rencontre Boris Pasternak. Il semble n'avoir vu Staline que de loin, lors d'un défilé sportif, même s'il évoqua plus tard « le Staline que j'ai connu ». En août, il assiste au Congrès des écrivains soviétiques, où Gorki l'étonne par son adhésion caricaturale aux doctrines officielles en matière de littérature. Malraux prononce un discours : L'art est une conquête, où il rend hommage à l'émancipation du prolétariat en URSS mais exprime la crainte que les principes du réalisme socialiste n'étouffent la création littéraire.
En mai 1935, il publie chez Gallimard Le Temps du mépris, nouvelle inspirée de récits que lui ont faits Manès Sperber, Bernard Groethuysen et Willi Bredel, un communiste allemand que les Allemands ont libéré après un an de camp. Il écrit la préface du livre de la journaliste Andrée Viollis, Indochine SOS, et commence sa Psychologie de l'Art.
En juin 1935, il est, avec André Gide, le participant français le plus en vue du Congrès international des écrivains pour la défense de la culture, au palais de la Mutualité à Paris. Dans l'esprit de son organisateur discret, Willi Münzenberg, ce congrès doit être une manifestation à la gloire de l'URSS, mais certains écrivains parviennent à protester contre l'emprisonnement des opposants à Staline. Selon des rapports des écrivains Victor Kine et Johannes Becher au Comité central du parti communiste d'URSS, Malraux aurait aidé efficacement les Soviétiques à limiter l'action des protestataires.
En mars 1936, il refait un court séjour en URSS. Il s'entretient avec Eisenstein, qu'il a déjà rencontré à Paris en 1932, et qui envisage de travailler à une adaptation cinématographique de La Condition humaine. Malraux et Eisenstein font quelques projets, mais Eisenstein finit par renoncer, car La Condition humaine lui semble trop antistalinienne. Malraux a également une rencontre assez décevante avec Gorki, qui mourra peu après. Lors de son séjour il découvre Schwambrania de Lev Kassil. Rapporté en France ce livre sera publié en 1937 par Gaston Gallimard sous le titre Le Voyage imaginaire en 1937,. Il participe de nouveau au Congrès international des écrivains pour la défense de la culture, qui se tient à Londres, et y prononce une allocution.

#### Combattant en Espagne
Quand la guerre civile éclate en Espagne, le 18 juillet 1936, Pierre Cot, ministre français de l'Air, et son chef de cabinet, Jean Moulin, se mettent en liaison avec Malraux et lui demandent d'aller se renseigner sur place. Le 22 juillet 1936, Malraux s'envole sur un avion ministériel français à destination de Madrid. Revenu à Paris le 28, il projette d'aller se battre en Espagne, au service de ses idées progressistes mais aussi dans l'espoir, selon les termes d'Olivier Todd, d'« échapper à une Clara hystérique ». Il recrute des pilotes, dans le cadre d'une organisation discrète par laquelle les ministères français vendent indirectement au gouvernement espagnol des avions destinés officiellement à l'armée de l'air française. Promettant des avions et des pilotes, Malraux est bien accueilli par les républicains espagnols, et le ministère espagnol de l'Aviation l'homologue au grade de lieutenant-colonel. Il monte de toutes pièces l'escadrille internationale España avec une vingtaine de Potez 540 et en prend le commandement comme colonel jusqu'en 1937.

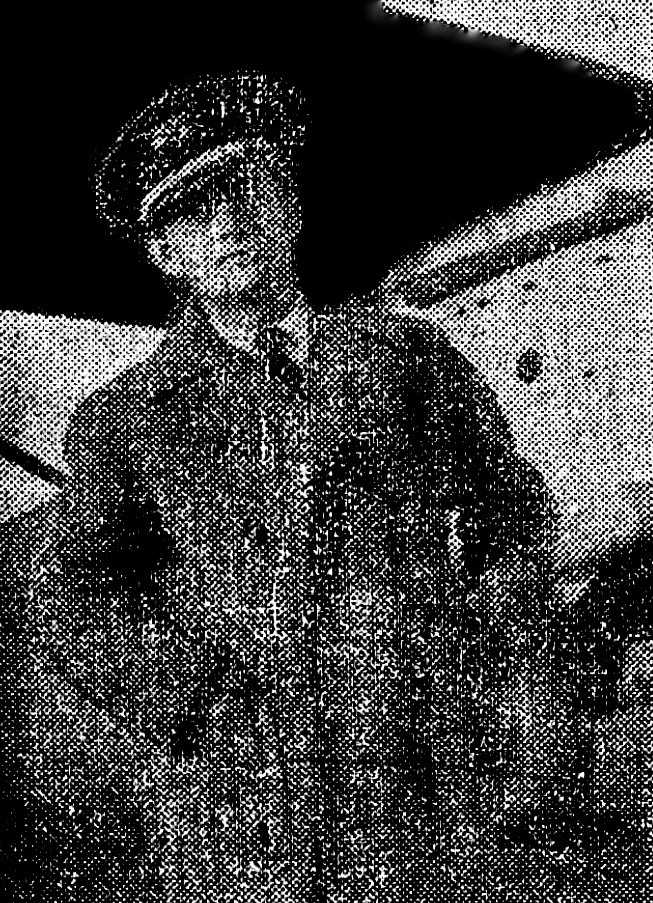
« Malraux parlera de l'Espagne », L'Humanité, 1 février 1937.

Bien que n'ayant jamais manié une arme ni piloté un avion, il participe à soixante-cinq missions aériennes, et prend part, en août, aux combats contre les troupes franquistes en particulier à Tolède, Madrid, Guadalajara et Teruel. Il est deux fois blessé. Il laisse le rôle de chef opérationnel à Abel Guidez, qui lui a été proposé par le cabinet de Pierre Cot. Il participe au bombardement à Medellin, lors de la campagne du Tage. Le 1er septembre 1936, son escadrille inflige des dégâts au champ d'aviation clandestin franquiste d'Olmedo. En février 1937, il participe à une mission sur Malaga.
Bien que Malraux ne pilote pas et tire mal, ses hommes prisent son courage et sont impressionnés par son savoir, même s'ils ne comprennent pas toujours ses propos. En revanche, les appréciations de ses supérieurs militaires dont on a connaissance ne lui sont pas favorables. Antonio Camacho Benitez, chef de l'aviation gouvernementale, écrit dans un rapport : « Après l'attitude et l'action de monsieur Malraux, il conviendrait de prendre trois mesures : le réduire à la discipline, l'expulser ou le fusiller ».
D'après les mémoires d'Ignacio Hidalgo de Cisneros, qui, à la fin de la guerre civile, était général en chef de l'aviation républicaine, Malraux se déconsidéra en prétendant s'ériger en chef d'escadrille sans comprendre qu'il aurait fallu pour cela être aviateur, surtout en temps de guerre ; à trois ou quatre exceptions près, les aviateurs de Malraux n'étaient pas des antifascistes mais de simples mercenaires, attirés par une solde très élevée ; Malraux, étant ignorant de l'aviation, s'en remettait à eux mais ils ne firent rien d'utile et, au contraire, créèrent des difficultés ; Hidalgo de Cisneros essaya à plusieurs reprises de les licencier, « mais le gouvernement s'y opposait, alléguant la mauvaise impression que produirait en France l'expulsion d'Espagne, pour inutilité et indélicatesse, des aviateurs qu'une fausse propagande avait convertis en héroïques défenseurs de la liberté ».

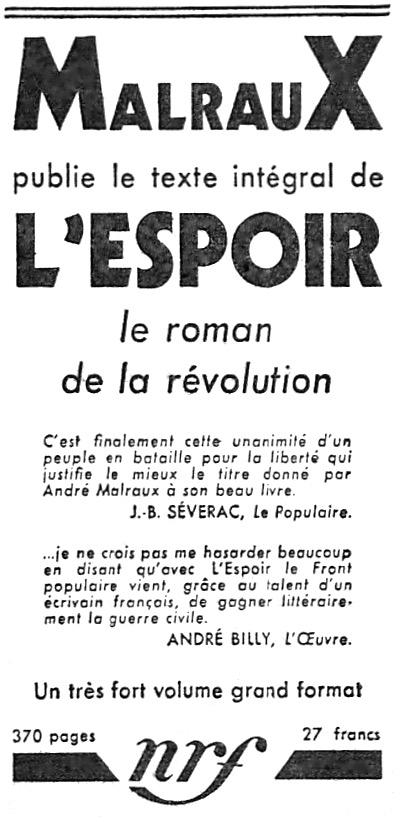
Malraux, L'Espoir, dans Le Populaire, 30 janvier 1938.

Malraux quitte l'Espagne en 1937. Il part le 24 février 1937 faire aux États-Unis et au Canada une tournée de conférences destinées à récolter des fonds en faveur des républicains espagnols. Dans sa propagande, il lui arrive de se livrer à des inventions, comme de prétendre que des membres de son escadrille ont été torturés par les franquistes. Pendant toute la durée de son engagement en faveur de l'Espagne républicaine, Malraux évite, malgré les procès de Moscou, qui inquiètent alors partout les progressistes, de se montrer trop critique envers les communistes et l'URSS, qu'il considère comme seuls capables de faire régner la discipline nécessaire au salut de la république. Cette attitude diplomatique de Malraux envers les staliniens (qui n'a pas empêché le communiste André Marty de proposer sa liquidation en février 1937), l'entraîne dans une aigre polémique de presse avec Trotski.
En juillet 1937, il participe à un congrès d'écrivains organisé par le gouvernement espagnol. Dans la revue Verve, il publie d'abord le premier texte de la Psychologie de l'Art, puis Psychologie des Renaissances et De la représentation en Orient et en Occident. Il séjourne avec Josette Clotis dans les Pyrénées, où, s'inspirant de ses combats en Espagne, il écrit le roman L'Espoir, qui est publié en décembre 1937. Le roman fait l'objet de lectures et de discussions passionnées. Malraux passe l'hiver 1937-1938 à Paris, résidant à l’hôtel Madison au no 143 boulevard Saint-Germain ; Josette Clotis demeure à deux pas, à l'hôtel Royal-Condé. Malraux se détache de plus en plus de son épouse, qui, elle, s'accroche et refuse le divorce.
En 1938, avec Édouard Corniglion-Molinier, il réalise le film Espoir, sierra de Teruel, dont le tournage débute le 4 août à Barcelone, au prix de nombreuses difficultés, et se poursuit à Tarragone et dans la sierra de Montserrat. En janvier 1939, l'équipe du film doit évacuer Barcelone tombée aux mains des nationalistes et part terminer le film à Joinville et Villefranche-de-Rouergue. Le film est projeté quelquefois en privé de juin à août. En septembre, sa sortie en salle est interdite à la suite d'une demande faite à Édouard Daladier par Philippe Pétain, ambassadeur auprès de Franco.

### Seconde Guerre mondiale

#### Dragon de deuxième classe (1939-1940)
À la déclaration de guerre, Malraux, qui avait été ajourné en 1922 et réformé en 1929, s'engage à Provins ; il est accepté comme simple soldat de deuxième classe dans les chars d'assaut, et incorporé le 14 avril 1940 comme dragon au 41e dépôt de cavalerie motorisée, près de Provins, où il reste jusqu'au 14 mai 1940. Il reçoit une instruction d'élève sous-officier et espère devenir « tankeur », mais les évènements ne lui en laissent pas le temps. Il décrira ainsi sa guerre :

« Nos chars de Provins étaient hors d'état de nous porter hors du polygone d'entraînement. En mai, nous avons fait mouvement à pied, avec des antichars. Nous avons un peu tiraillé. J'ai été très légèrement blessé le 15 juin. Et le 16, nous étions faits prisonniers comme des fantassins, à mi-distance à peu près de Provins et de Sens, où on nous dirigea… »

Il semble qu'en fait, Malraux n'avait pas été blessé, mais que ses pieds étaient endoloris par des souliers trop étroits, ce pour quoi il fut soigné par des infirmiers de la Wehrmacht au camp de prisonniers de Sens. Volontaire pour aider aux moissons[réf. souhaitée], il est affecté à une ferme de Collemiers. Fin septembre, son demi-frère Roland l'avertit que, selon les radios (neutres) suisse et suédoise, les Allemands recherchent certains écrivains, notamment Malraux, pour les libérer[réf. souhaitée]. Vu ses engagements politiques, Malraux estime avoir peu de chances d'être libéré et, avec l'aide de Roland qui lui fournit vêtements, chaussures et argent, il s'évade de la ferme, déguisé en charpentier, en compagnie du poète Jean Grosjean, de Jean Beuret et de l'abbé Magnet, le futur aumônier du Vercors, qui lui offre l'hospitalité chez lui, dans la Drôme, en zone libre.
Cette évasion est facilitée par la discipline très souple que les officiers allemands appliquaient aux prisonniers de guerre français. Le même jour[réf. souhaitée], Josette Clotis a mis au monde leur premier fils, nommé Pierre en hommage à Pierre Drieu la Rochelle, mais qu'on appellera Gauthier (1940-1961). Malraux, encore marié, ne peut reconnaître l'enfant. Pour que celui-ci porte le nom de Malraux, son frère Roland le reconnaît.

#### Écrivain pendant l'Occupation (jusqu'en 1944)
Après son évasion, Malraux écrit à de Gaulle pour lui proposer de combattre dans l'aviation française libre ; mais le résistant chargé de transmettre ce courrier est arrêté par la police et avale la lettre : ne recevant aucune réponse, Malraux croit qu'il a été écarté en raison de sa participation à la guerre d'Espagne. Se méfiant de l'influence des communistes[réf. souhaitée], il refuse de s'engager dans les rangs de la Résistance intérieure malgré les pressions de Marcel-François Astier et Claude Bourdet. Il croit que les Anglais finiront par être vainqueurs, mais les résistants français, qui manquent d'argent, d'armes et de matériel, lui font l'effet de « jouer au[x] petit[s] soldat[s] ».
En janvier 1941[réf. souhaitée], il s'installe avec Josette Clotis à Roquebrune-Cap-Martin, villa La Souco où il restera jusqu'à l'automne 1942, avec un séjour à la mi-1941 à la villa Les Camélias à Cap d'Ail. Il reprend contact avec des écrivains installés sur la Côte d'Azur : André Gide et Roger Martin du Gard entre autres. Il s'abstiendra toujours de publier dans La Nouvelle Revue française contrôlée par Drieu la Rochelle, devenu collaborateur de l'occupant, mais garde de bons rapports personnels avec cet écrivain. En septembre[réf. souhaitée], il fait un séjour dans l'Allier, puis il s'installe dans le Cantal[réf. souhaitée], où Josette Clotis viendra le rejoindre avec leur fils. En 1943[réf. souhaitée], il s'installe avec elle à Saint-Chamant, en Corrèze. Son second fils, Vincent (1943-1961), naît le 11 mars 1943 et c'est Drieu la Rochelle qui en est le parrain, à la demande de Malraux[réf. souhaitée].
Peu à peu, la Résistance, qui possède maintenant des armes et de l'argent, semble plus sérieuse à Malraux. Début septembre[réf. souhaitée], il a ses premiers contacts avec elle, en l'occurrence avec Harry Peulevé, chef du réseau britannique Author du SOE. Il aide au recrutement de son demi-frère Roland dans le réseau.[réf. souhaitée] À l'automne 1943, toutefois, des efforts de Pierre Kaan et de Serge Ravanel pour faire entrer Malraux dans la Résistance active restent sans résultats.
Début 1944, Roland lui fait rencontrer George Hiller, chef du réseau Footman, autre réseau du SOE.

#### Résistance dans le Sud-Ouest (1944)
Fin mars 1944, ses deux demi-frères, Roland et Claude, agents du SOE, ayant été arrêtés par les Allemands, André passe à la Résistance : il quitte discrètement Saint-Chamant et gagne la vallée de la Dordogne, au château de Castelnaud près de Limeuil, puis au château de la Vitrolle. Il se fait appeler « colonel Berger ». George Hiller le met en rapport avec les groupes Vény du Lot. Grâce à Jacques Poirier et à George Hiller, il circule dans plusieurs départements (Corrèze, Lot, Dordogne et Tarn), y rencontre des chefs de la Résistance, et leur fait part de sa « mission », en ayant assez d'habileté pour laisser croire à chacun des groupes se réclamant d'une des hiérarchies en présence qu'il appartient à une autre. Il parle volontiers de son « PC interallié ». Il n'est en fait qu'un membre du réseau Nestor-DIGGER du SOE, commandé par Jacques Poirier (alias « Jack ») et implanté en Dordogne. Durant tout son engagement dans le Sud-Ouest, son rôle sera en fait celui d'un témoin et d'un compagnon prestigieux, très peu celui d'un acteur et encore moins celui d'un commandant d'unité. Jacques Poirier, contrairement à beaucoup d'autres chefs de la Résistance, admirait Malraux, mais le trouvait plus utile par ce qu'il disait que par ce qu'il faisait.
Le « colonel Berger » est arrêté par les Allemands (le Kamfpgruppe Wilde, de la 11e Panzer Division de la Wehrmacht, et non la division 2e Panzer Division SS Das Reich comme Malraux l'écrit dans ses Antimémoires) à Gramat le 22 juillet 1944, lors de la fusillade de la voiture de George Hiller. Il subit des interrogatoires au cours desquels il aurait été l'objet d'un simulacre d'exécution, puis, au terme de divers transferts, est incarcéré à la prison Saint-Michel de Toulouse. Il se retrouve libre quand les Allemands quittent la ville, le 19 août.
Un peu auparavant, le 26 juillet 1944, l'attaque d'un wagon de la Banque de France dans la gare de Neuvic avait mis des masses financières immenses dans les mains des résistants. Des sommes importantes sont comptabilisées comme ayant été versées pour la libération de Malraux, ce qui, comme l'a noté Guy Penaud, pose un problème, puisque Malraux n'a été libéré qu'après le départ des troupes allemandes. Dans les premiers jours qui suivent sa libération, Malraux dit à une de ses proches : « Si vous avez des embêtements financiers… n'hésitez pas. Momentanément, je suis riche. »

#### Brigade Alsace-Lorraine (1944-1945)

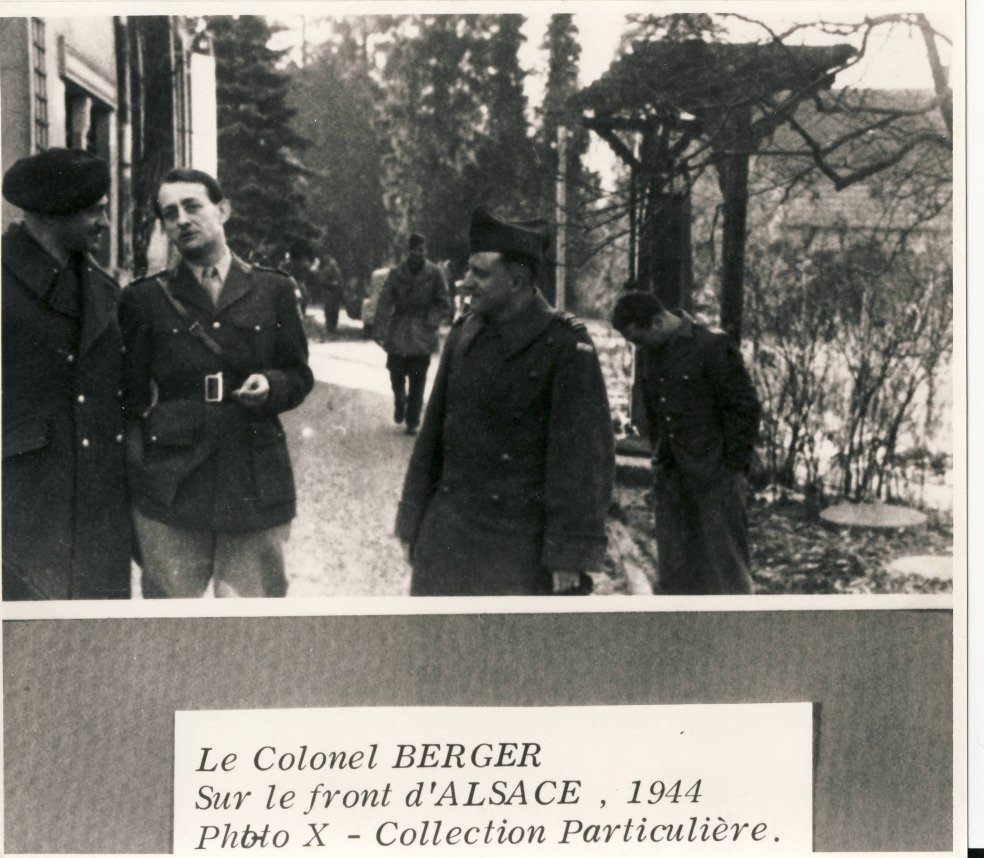
Le « colonel Berger » sur le front d'Alsace, fin 1944.

En 1944, séjournant à Paris, il rencontre Ernest Hemingway. Les deux écrivains auraient échangé des propos peu amènes, si on en croit Hemingway, qui raconta d'ailleurs la scène à plusieurs reprises en y embellissant chaque fois son propre rôle. Malraux, qui prétend faussement disposer d'un stock de munitions et savoir que les Britanniques vont parachuter 10 000 hommes en Dordogne, trouve des officiers pour avaliser sa propre nomination au grade de colonel et à la tête de la brigade Alsace-Lorraine, nouvellement créée, qui réunit d'anciens maquisards alsaciens et lorrains réfugiés dans le Sud-Ouest. Le 17 septembre, il rencontre le général de Lattre de Tassigny à Dijon, à l'hôtel de la Cloche.
À la tête de la brigade, Malraux participe dans les Vosges et en Alsace à la campagne de la première armée française, notamment à la prise de Dannemarie et de Colmar, ainsi qu'à la défense de Strasbourg. À l'aise dans la stratégie mondiale, il l'est moins sur le terrain militaire, où il délègue toute compétence à ses adjoints, le lieutenant-colonel Pierre-Élie Jacquot et le commandant Brandstetter. Le 12 novembre, Josette Clotis, mère des deux fils de Malraux, meurt accidentellement. Le 15 mars 1945, la brigade est dissoute.
Entre le 23 et le 28 janvier 1945, dans son uniforme de colonel, Malraux assiste au congrès du Mouvement de Libération nationale. Là, il contribue par un discours à faire écarter la fusion du mouvement avec le Front national, que contrôlait le Parti communiste. Il est probable qu'une des raisons de l'admiration que lui vouera plus tard le général de Gaulle, dont la rencontre avec Malraux n'aura lieu qu'en juillet ou en août de la même année, est sa gratitude envers l'écrivain en raison du rôle qu'il joua en cette circonstance.
Après la Libération, Malraux se fait octroyer diverses distinctions britannique et françaises (compagnon du Distinguished Service Order, croix de la Libération, médaille de la Résistance, croix de guerre) en grossissant ses états de service à la Résistance. Il prétend par exemple avoir pris le maquis dès 1940, alors que, comme vu plus haut, il ne l'a fait qu'en 1944.

### «Voix» du gaullisme

#### Militant du retour du Général (1946-1958)

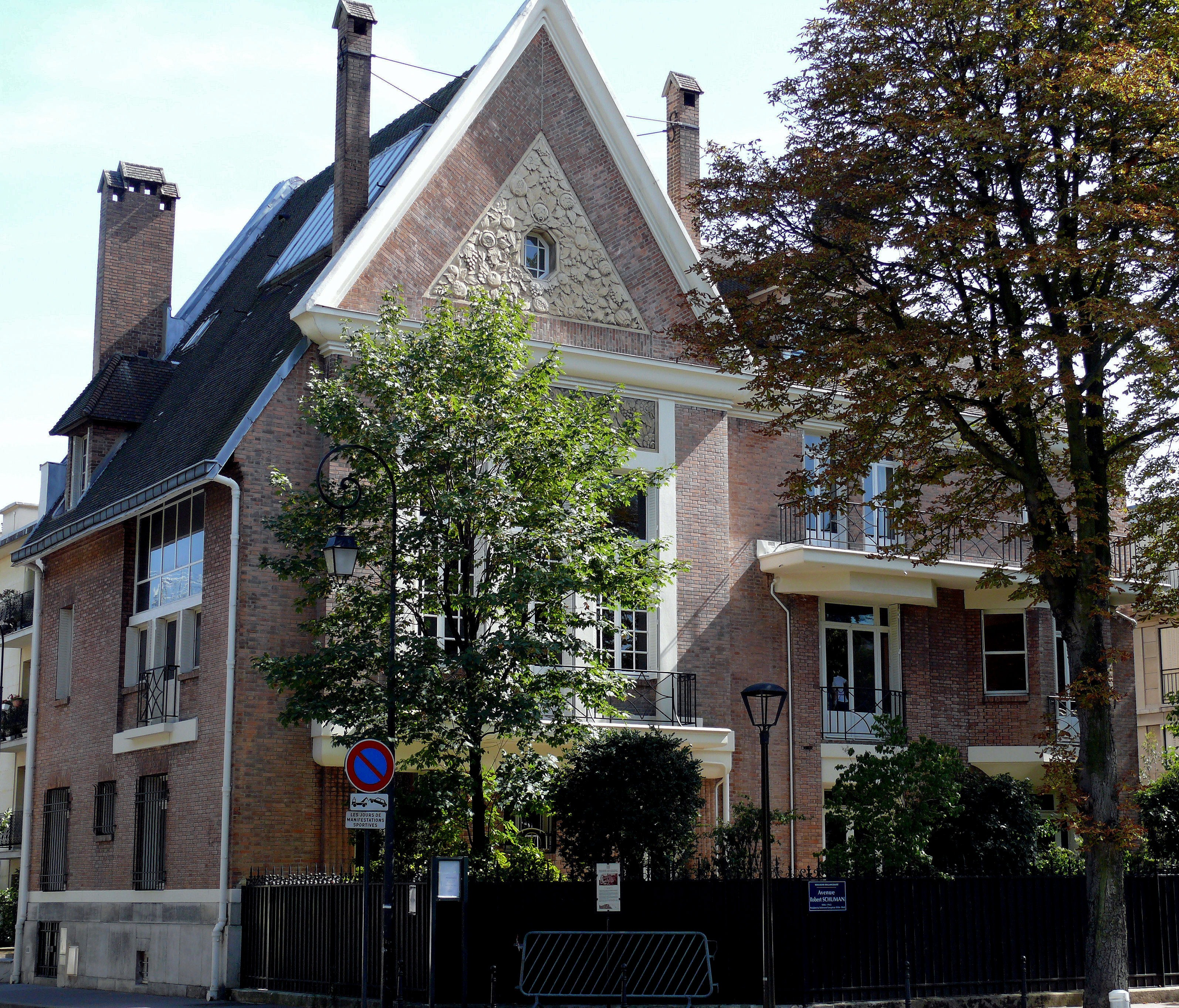
Boulogne-Billancourt, villa Courrèges, 19 bis, avenue Robert-Schuman.

Il s'installe avec Madeleine Malraux, pianiste renommée et veuve de son demi-frère Roland mort sur le Cap Arcona, et avec son neveu Alain Malraux, fils de Madeleine et de Roland, au deuxième et troisième étages du no 19 bis avenue Robert-Schuman à Boulogne-Billancourt, une villa construite par l'architecte Léon Courrèges. Clara Malraux et leur fille Florence s'installent au no 17 rue Berthollet à Paris.
Raymond Aron rapporte dans ses Mémoires que Malraux avait changé de façon stupéfiante en 1944 sur la question du communisme, auquel il voue désormais une hostilité presque haineuse. Dès 1945, il s’attache à la personne du général de Gaulle, dans le gouvernement duquel il est ministre de l'Information, de novembre 1945 à janvier 1946. Il prend Raymond Aron pour chef de cabinet. Il suit de Gaulle dans l'aventure du RPF, où il exerce les fonctions d'organisateur de la propagande de 1947 à 1953. En 1953, de Gaulle, après avoir constaté la déliquescence électorale du RPF, décide de le mettre en veilleuse et Malraux cesse d'y être actif.
Pendant la traversée du désert de de Gaulle (1953-1958), Malraux se tient à l'écart de la politique. En 1948, il épouse Madeleine Malraux et adopte le fils de celle-ci, son neveu Alain en 1961, après la mort de ses propres fils, Gauthier et Vincent. Avec Madeleine, il voyage en Grèce, en Égypte et en Iran[réf. souhaitée]. Il collabore à la réalisation de l'ouvrage Malraux par lui-même de Gaëtan Picon et part l'été à Lucerne avec sa nouvelle épouse. En janvier 1954, les époux Malraux sont invités à New York pour l'inauguration des nouvelles galeries du Metropolitan Museum of Art. Ils passent leurs vacances en Italie, où ils visitent la Toscane et l'Ombrie. L'année suivante, ils vont en Égypte. En 1956, ils voyagent avec Alain Malraux, à Rome et en Sicile.
Avec d'autres écrivains (Sartre, Martin du Gard, Mauriac), Malraux adresse une lettre contre la torture en Algérie au président de la République René Coty en avril 1958.

#### Ministre dans le gouvernement de Gaulle (1958-1959)
Le 1er juin 1958, Charles de Gaulle, revenu au pouvoir, nomme Malraux ministre délégué à la présidence du Conseil et le charge de l'Information. À cette mission s'ajoutent, en juillet 1958, l'expansion et le rayonnement de la Culture française. Dans une note non datée, Malraux explique à l'intention de son successeur au ministère de l'Information que ce ministère, tel qu'il l'a organisé, est un appareil destiné à lutter par la radio contre les journaux « ennemis » ; à cette fin, il est nécessaire qu'une « épuration politique » écarte de la radio tous les techniciens communistes et tous les journalistes qui se sont montrés hostiles à de Gaulle en mai-juin 1958.
Le 27 novembre 1958, venant de Perse, Malraux arrive à La Nouvelle-Delhi. Son intention est de faire en Inde une « good will visit » (ou visite de courtoisie) destinée à nouer entre la France et l'Inde des liens culturels propres à faciliter l'action diplomatique ou politique. Il est reçu par Nehru, qu'il interroge sur la spiritualité indienne mais qui répond qu'il doit, par priorité, s'occuper des problèmes matériels.
À l’été 1958, il reconnaît l’usage de la torture en Algérie et affirme que le président va y mettre un terme. Le général de Gaulle, alors dernier président du Conseil de la IVe République, demande à Georges Pompidou, son proche conseiller à Matignon, de le remplacer par Jacques Soustelle et de lui trouver « autre chose ». Embarrassé par la situation, Georges Pompidou affirme devant Malraux que le général a choisi de lui confier un ministère de la Culture, en remplacement du secrétariat d’État des Beaux-arts, car il serait le « seul capable de donner le ton et la grandeur qui s'imposent » pour donner « au génie français du panache, du rayonnement ». Le général de Gaulle accepte cette idée d'un ministère des Affaires culturelles : c’est ainsi qu’il a été dit que ce ministère a été créé spécialement pour Malraux, qui prend ses fonctions le 8 janvier 1959,.

#### Ministre d'État chargé des Affaires culturelles (1959-1969)

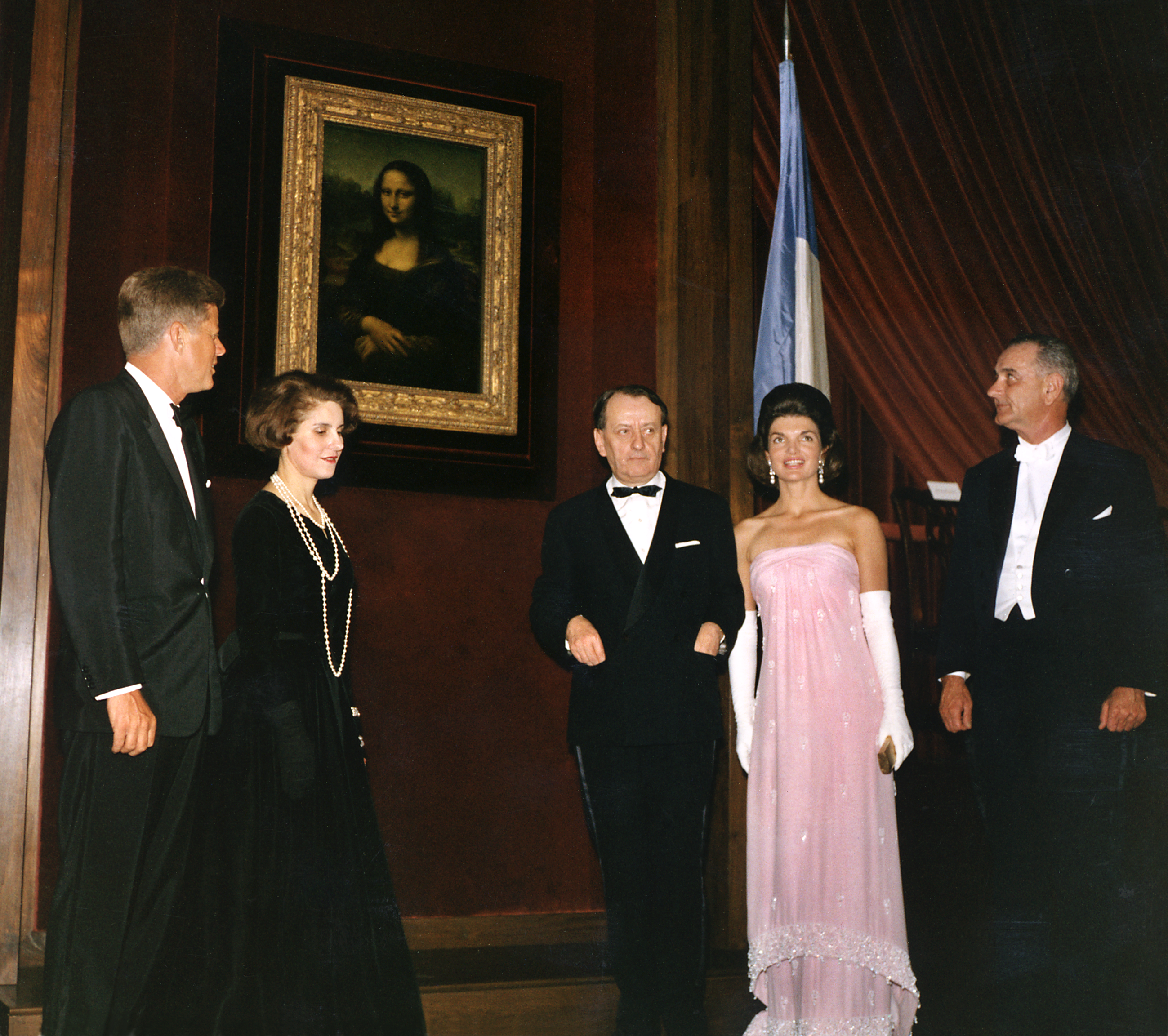
André Malraux accepte pour son amie Jacqueline Kennedy de convoyer La Joconde à la National Gallery of Art à Washington. Elle parle de lui comme de l'homme le plus fascinant avec qui [elle ait] jamais parlé.

Le 28 mai 1959, à l'occasion d'un spectacle son et lumière sur l'Acropole, il prononce un discours rendant hommage à Athènes. En août et septembre, il voyage en Amérique du Sud : Argentine, Brésil, Chili, Pérou, Uruguay. Le but de ce voyage est surtout de défendre la politique de la France en Algérie, politique dite d'autodétermination pour l'Algérie. En octobre, Malraux assiste avec le général de Gaulle à la première de Tête d'or, de Paul Claudel, spectacle créé par la compagnie Madeleine Renaud - Jean-Louis Barrault à l'Odéon.
De Gaulle, n'étant pas grand adepte de l'art contemporain, aurait bénéficié de l'aide de Malraux qui lui servait de « maître à penser dans ce domaine-là », selon Pierre Lefranc.
Ministre, il mêle politique de prestige et œuvre sociale. Sans être un gaulliste de gauche déclaré, il ne renie nullement son passé de gauche, évoquant la bataille de Fleurus et l'épopée des soldats de l'An II, « ces ombres immenses qui firent danser l'Europe au son de la liberté » : par contraste avec un si grand héritage, il reproche à François Mitterrand le 15 décembre 1965 de n'avoir « même pas [été] en Espagne ». Renouant avec l'esprit du Front populaire, il fait de la culture une affaire administrée par l’État. S'il n'est pas à l'origine des Maisons des jeunes et de la culture (issues de la République des Jeunes, créée à la Libération), il est bien, en revanche, le créateur des Maisons de la Culture, organisations gérées par le ministère du même nom le 4 août 1962. Il rattache également, le 3 février 1959, le Centre national de la cinématographie au ministère de la Culture.

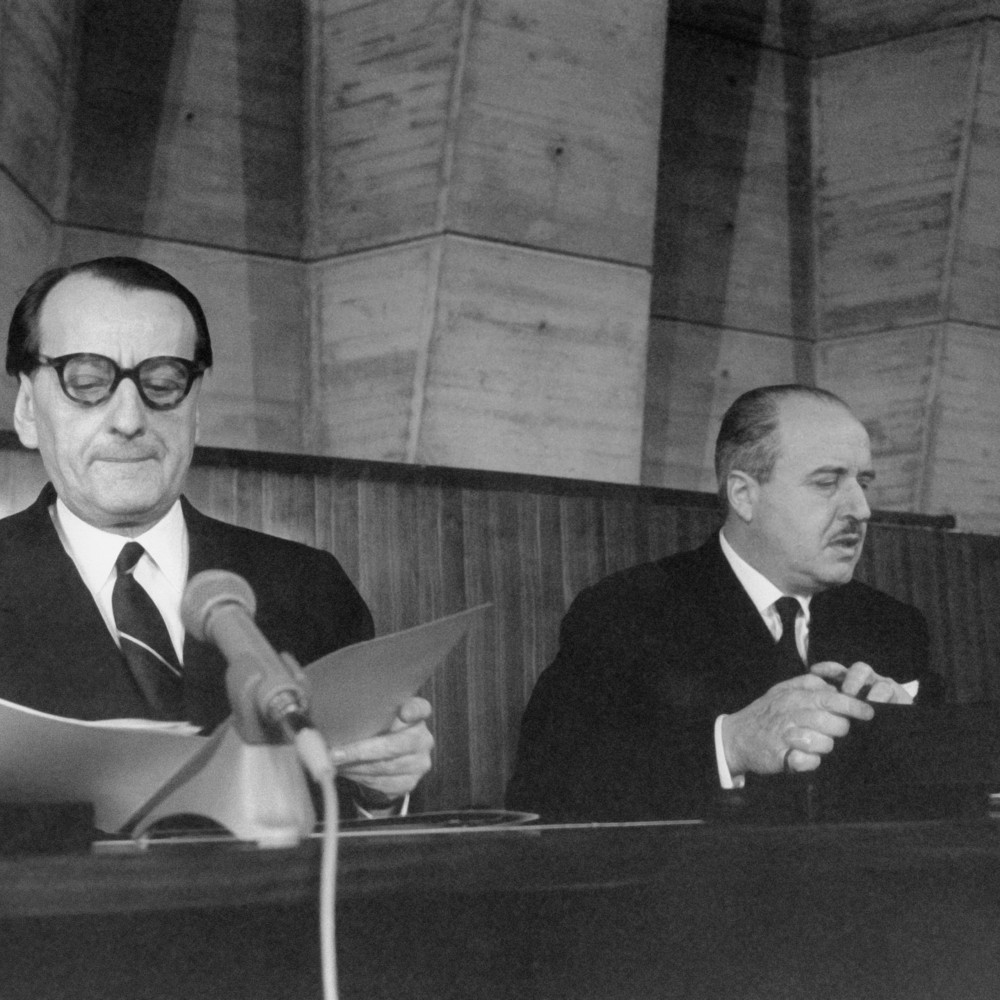
André Malraux avec Vittorino Veronese à l'UNESCO, Paris 1960.

En 1960, il prononce à Fort-Lamy et à Brazzaville, un discours à l'occasion de l'Indépendance des Colonies d'Afrique noire, affirmant : « L'ère coloniale est aujourd'hui révolue ». Au ministère des Affaires étrangères, on voit Malraux d'un assez mauvais œil. On estime qu'il empiète sur le domaine des Affaires étrangères et on craint que, dans ses voyages à l'étranger, il ne fasse des promesses qui, pour motifs financiers ou autres, se révéleraient irréalisables. Par exemple, lors d'un voyage au Mexique en 1960, il explique aux autorités que « la pluie artificielle est maintenant un procédé tout à fait au point » et que, contrairement à ce qui serait sûrement le cas des États-Unis, la France serait prête à mettre gratuitement cette technique en œuvre au Mexique. Au Quai d'Orsay, on note que la machine à faire la pluie n'existe pas et que le Mexique ne manque d'ailleurs pas de pluies. De Gaulle semble avoir laissé les mains libres à Malraux pour faire de belles promesses, tout en comptant sur les fonctionnaires pour refuser les dépenses excessives.
Le 8 mars 1960, Malraux prononce à Paris un discours pour la sauvegarde des monuments de Nubie, en réponse à l'appel de l'UNESCO. En septembre 1960, il se fâche avec sa fille Florence parce qu'elle a signé le Manifeste des 121, favorable à l'insoumission des jeunes appelés pour l'Algérie. Cette brouille durera jusqu'en 1968. Le 23 mai 1961, ses deux fils meurent dans un accident de la route. Ce troisième et double deuil marque une rupture définitive avec le bonheur que la vie de famille lui a apporté pendant dix sept ans dans sa résidence du parc des Princes.
Le 7 février 1962, alors qu'il est absent de son domicile de Boulogne-Billancourt, il y est la cible d'un attentat de l'OAS commandité par André Canal. Delphine Renard, cinq ans, la fille des propriétaires qui habitent le rez-de-chaussée, est grièvement défigurée. Il quitte les lieux pour s'installer jusqu'en 1969 au pavillon de La Lanterne à Versailles, mis à sa disposition par le gouvernement et protégé par la gendarmerie.
En mai 1962, il est reçu par John Fitzgerald Kennedy. Il crée le 4 août 1962 le Plan de sauvegarde et de mise en valeur (PSMV), qui appuie la loi Malraux permettant la création de secteurs sauvegardés. Le 20 janvier 1963, aux États-Unis, Malraux prononce un discours lors de l'inauguration de la présentation à la National Gallery de Washington de la plus célèbre des œuvres conservées en France, La Joconde. Le 20 avril 1963, il décide de faire fermer la grotte de Lascaux ouverte au public depuis 1949, sa trop grande fréquentation provoquant des modifications climatiques qui engendrent des dégradations sur les parois, algues vertes, puis formation de calcite (blanche). Le 4 mars 1964, il crée avec André Chastel l’inventaire général du patrimoine culturel. La même année, il inaugure la Maison de la culture de Bourges en compagnie du général de Gaulle. Le 19 décembre 1964, en présence du général de Gaulle, il prononce un de ses discours les plus célèbres : l'oraison funèbre de Jean Moulin, dont les cendres sont transférées au Panthéon,.

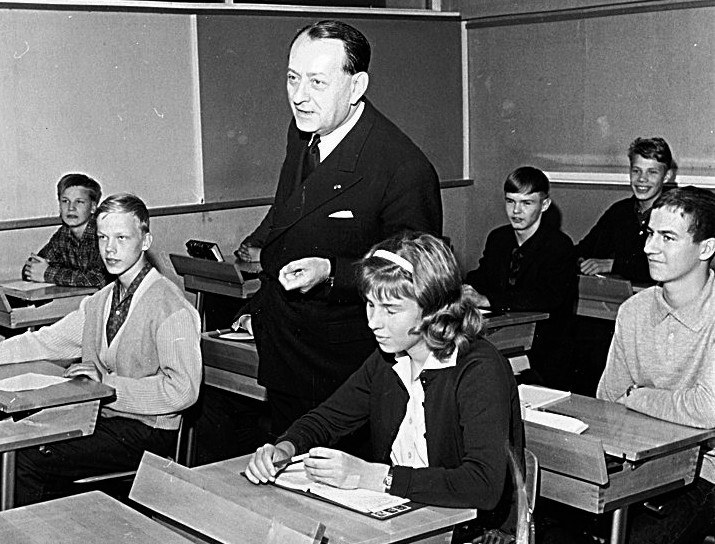
Malraux en Finlande, le 17 septembre 1963.

En 1965, Malraux inquiète ceux qui le connaissent. Souvent sous l'emprise de l'alcool, les phases de mégalomanie alternant, selon Olivier Todd, avec les phases de dépression, il est parfois épuisé, titubant et bredouillant en présence de ses collaborateurs, ce qui amène de Gaulle à lui conseiller un repos sous forme de voyage. Le 22 juin 1965, Malraux embarque sur Le Cambodge en compagnie d'Albert Beuret, pour se rendre en Extrême-Orient. Arrivé en Chine, il est invité officiellement le 17 juillet par les autorités chinoises, qui donnent ainsi suite à une lettre de de Gaulle.
Après un délai dont la longueur incite l'ambassade de France à demander une nouvelle intervention à de Gaulle, Mao Zedong reçoit Malraux le 3 août. Malraux se montre flagorneur,, mais Mao ne répond à ses questions que par de brèves banalités et ne manifeste pas le moindre intérêt pour la France. Au retour, Malraux laisse entendre qu'il a proposé à Pékin une politique relative à la guerre du Viêt Nam, ce que le gouvernement chinois et Alain Peyrefitte démentiront. Le journal Le Monde note « le vague » des déclarations de Malraux, « qui contraste avec leur solennité ». Malraux brodera beaucoup sur son entretien avec Mao dans ses Antimémoires (1967) et renchérira en 1972.
Pendant ce dernier voyage en Orient, Malraux fait une nouvelle visite en Inde. Comme en 1958, il s'intéresse à la spiritualité de l'Inde et non à son état économique et social.
Le 1er septembre 1965, il prononce une oraison funèbre à l'enterrement de l'architecte Le Corbusier. Ce dernier ayant construit en Inde la ville nouvelle de Chandigarh, Malraux demande à l'ambassadeur de l'Inde en France d'être présent aux funérailles avec de l'eau du Gange, tout en lui laissant entendre que de l'eau du robinet pourrait faire l'affaire.
En mars 1966, il inaugure la Maison de la Culture d'Amiens et en avril le premier festival mondial des arts nègres à Dakar avec Léopold Sédar Senghor, président du Sénégal ; à l'automne, il organise la grande rétrospective de Picasso à Paris aux Grand et Petit Palais. Il crée le 30 septembre 1966 la Direction des recherches archéologiques sous-marines (DRASM), transférée à Marseille et à Annecy, relevant de la Direction du patrimoine, (sous-direction de l'archéologie) du ministère de la Culture, qui deviendra le Département des recherches archéologiques subaquatiques et sous-marines (DRASSM), en 1996.
Au printemps 1966, Madeleine et André Malraux, après quelques ruptures et retours, se séparent définitivement, sans divorcer. Il écrit ses Antimémoires, qui paraissent en septembre 1967 et sont très bien accueillis par la critique et le public. Il y trace un portrait de Mao en sublime héros de l'histoire, à travers une version très mythifiée de leur entretien. Il devient ainsi, selon les termes d'Olivier Todd, la caution « de droite » ou « gaullienne » de la « maolâtrie » qui transporte alors bon nombre d'intellectuels français. Il envoie un exemplaire du livre à sa fille Florence, ce qui amène leur réconciliation.
Vers cette époque, il noue une seconde liaison avec Louise de Vilmorin. En 1968, il modifie très profondément le prix de Rome. En février 1968, il est attaqué par des cinéastes et des cinéphiles, relayés par François Mitterrand, parce qu'il a voulu retirer la direction administrative de la cinémathèque française, tout en lui laissant la direction artistique, à Henri Langlois, dont la gestion fait l'objet de rapports très défavorables. C'est l'affaire Langlois, qui se terminera par une marche arrière de Malraux[réf. souhaitée]. En février 1969, il participe aux côtés du président nigérien Hamani Diori à la première conférence de Niamey, qui aboutira un an plus tard, lors de la deuxième conférence de Niamey (16 au 20 mars 1970), à la création de l'Agence de coopération culturelle et technique, ancêtre de l'actuelle Organisation internationale de la francophonie.
Son lointain successeur Jack Lang porte une appréciation nuancée sur son bilan. Il défend avec éclat la pièce de Jean Genet Les Paravents, face à Christian Bonnet, député du groupe majoritaire qui voyait dans la pièce une « pourriture » mais reste muet lorsque le ministre de l’Information interdit le film La Religieuse de Jacques Rivette, quand Henri Langlois est évincé de la Cinémathèque française ou quand le TNP est contraint de retirer une pièce d'Armand Gatti sur Franco. Il crée l'avance sur recettes obtient le rattachement au ministère de la Culture du Centre national du cinéma qui relevait précédemment du Ministère de l'industrie, mais pas celui de la direction du livre qui reste sous la coupe du Ministère de l'éducation nationale. Jack Lang note des choix assez conservateurs (Marcel Landowski est préféré à Pierre Boulez comme directeur de la musique) et malgré la création du Centre national d'art contemporain, il se montre peu sensible aux œuvres d'avant-garde comme celles de Jean Tinguely, Niki de Saint Phalle, César, Arman ou Gérard Fromanger. Il regrette qu'une dizaine de maisons de la culture seulement aient été édifiées, alors que l'objectif était d'en avoir une par département.

### Après le gouvernement
En 1969, le général de Gaulle abandonne le pouvoir et Malraux, qui ne tenait son poste de ministre que de de Gaulle, quitte la politique. À aucun moment il n'aura cessé d'être fidèle au général, même pendant les évènements de Mai 68, véritable « crise de civilisation », selon lui, qui l'inquiète par le « nihilisme » des étudiants. Ainsi l'a-t-on vu en tête de la manifestation de ceux qui réclamaient la restauration de l’ordre à l’Arc de Triomphe le 30 mai 1968. Cet ordre, Malraux n’a cessé de l’identifier à la personne et à l'œuvre du général de Gaulle. Il est d'ailleurs une des rares personnes que le général consent à recevoir après avoir démissionné.
Louise de Vilmorin, avec qui il s'est installé au château de Vilmorin à Verrières-le-Buisson, meurt le 26 décembre 1969. Il continuera à habiter au château en compagnie de la nièce de Louise : Sophie de Vilmorin (1931-2009), sa dernière compagne, qui s'occupera de lui jusqu'à sa mort.
En 1970, il préface les Poèmes de Louise de Vilmorin et rédige Les Chênes qu'on abat, à la suite du décès du général de Gaulle. En 1971, il devient le premier président de l’Institut Charles-de-Gaulle.
Renouant avec les engagements de sa jeunesse, il prend parti pour l'indépendance du Bangladesh en 1971. Peut-être pris au piège de propos qu'il a tenus sur l'inutilité d'un appui purement verbal, Malraux, âgé de 70 ans, annonce son intention d'aller se battre dans l'armée indienne, qui soutient les indépendantistes. Indira Gandhi, qu'il rencontre à l'ambassade de l'Inde en France, lui fait comprendre qu'on apprécie son appui moral mais que sa présence physique dans l'armée indienne n'est pas vraiment nécessaire.
En février 1972, Richard Nixon, qui compte se rendre en Chine, invite Malraux à Washington. Nixon croit en effet que Malraux a « connu Mao Tsé-toung et Zhou Enlai en Chine en 1930 » et qu'il « a gardé avec eux des contacts intermittents au cours des années ». Les conseillers de Nixon ont des avis divergents sur la prestation de Malraux. Leonard Garment trouve Malraux « fascinant parce qu'il a une histoire fascinante ». John Scali, lui, déclare ne pas être impressionné par les « rêveries » de Malraux, embrouillées, contradictoires, truffées d'oublis ou d'illogismes ; Malraux est pour Scali « un vieil homme prétentieux tissant des idées obsolètes dans un cadre spécial pour le monde tel qu'il aurait voulu qu'il soit ». Henry Kissinger, dans ses souvenirs publiés en 1979, déplorera que les connaissances de Malraux sur la Chine fussent très en retard et ses prédictions à court terme « outrageusement fausses », mais reconnaîtra que son intuition lui permettait de voir parfois clair à long terme, comme sur l'inévitable rapprochement entre la Chine et les États-Unis.
Les neuf émissions télévisées de La Légende du siècle, réalisées par Françoise Verny et Claude Santelli et diffusées à partir d'avril 1972[réf. souhaitée], rendent Malraux familier au grand public.
En novembre 1972, à l'initiative de son médecin-neuropsychiatre Louis Bertagna qui le traite depuis 1966, Malraux est hospitalisé à la Salpêtrière pour alcoolisme et dépression nerveuse. De ce séjour à l'hôpital, qui dure vingt-neuf jours, il tirera le livre Lazare.
Il part avec Sophie de Vilmorin au Bangladesh, puis témoigne, en octobre 1973, en faveur de Jean Kay, qui passe en justice pour le détournement du vol 711.
Lors de l'élection présidentielle de 1974, il soutient le gaulliste Jacques Chaban-Delmas contre François Mitterrand et contre Valéry Giscard d'Estaing. Son apparition dans une émission télévisée où il est censé appuyer Chaban-Delmas se révèle désastreuse : il semble dire que la télévision rendra les enseignants inutiles, ce qui fait perdre à Chaban-Delmas les voix des enseignants gaullistes. Lors de cette campagne, il déclare : « Politiquement, l'unité de l'Europe est une utopie. Il faudrait un ennemi commun pour l'unité politique de l'Europe mais le seul ennemi commun qui pourrait exister serait l'Islam ».

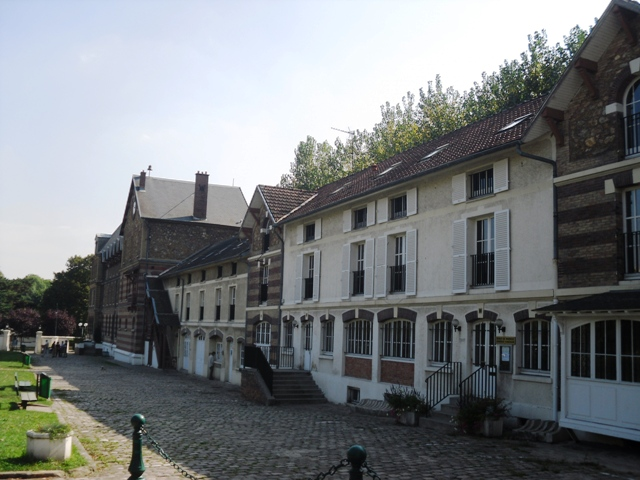
Centre culturel André-Malraux à Verrières-le-Buisson.

Dans cette même année 1974, il présente au Japon une exposition de La Joconde
En janvier 1975, il inaugure le Centre culturel André-Malraux à Verrières-le-Buisson, y prononce un discours sur le livre de poche et son avenir. Il prononce en mai à la cathédrale de Chartres, un discours pour le 30e anniversaire de la Libération des camps de concentration. Fin décembre 1975, avec Sophie de Vilmorin, il fait à titre privé un voyage à Haïti, où il s'intéresse aux peintres spontanéistes de l'école de Saint-Soleil. Il assiste à une cérémonie vaudoue, mais s'en va très vite.

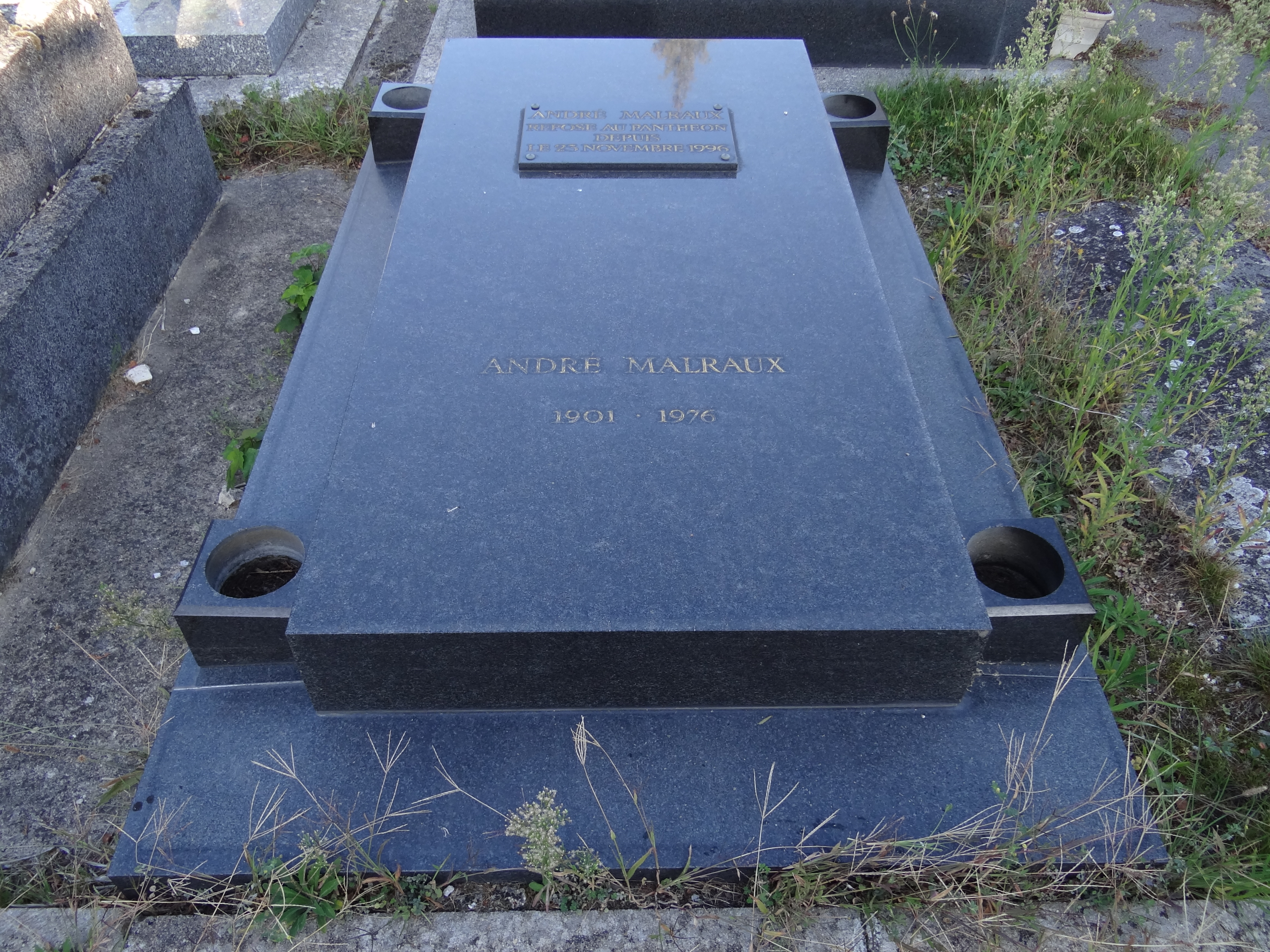
L'ancienne tombe d'André Malraux au cimetière de Verrières-le-Buisson (Essonne).

Le 15 novembre 1976, il est hospitalisé à l'hôpital Henri-Mondor de Créteil, officiellement pour une congestion pulmonaire, mais en réalité pour un cancer de la peau. Il meurt à l'hôpital le 23 novembre 1976. Il est inhumé le lendemain au cimetière de Verrières-le-Buisson et non pas dans le parc du château de Vilmorin, comme il l'aurait souhaité, aux côtés de Louise de Vilmorin. Un hommage national lui est rendu le 27 dans la Cour carrée du palais du Louvre.

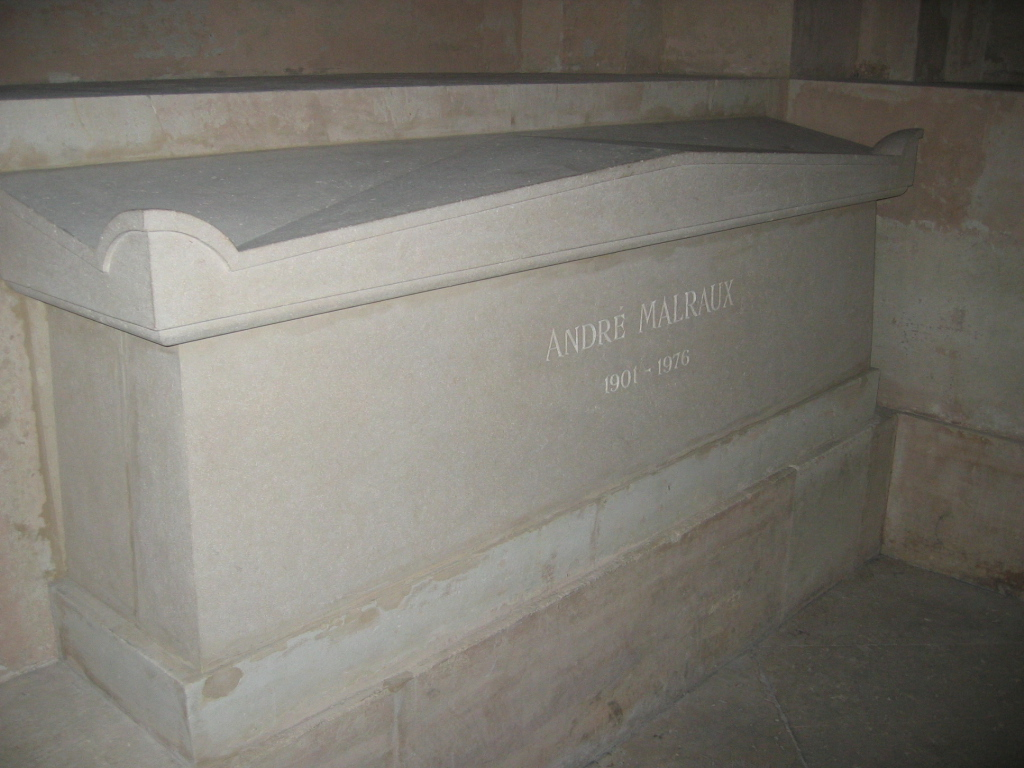
Le tombeau d'André Malraux au Panthéon à Paris.

Dans le cadre de la célébration du 20e anniversaire de sa mort, et à l'instigation de Pierre Messmer, les cendres de Malraux ont été transférées du cimetière de Verrières-le-Buisson au Panthéon le 23 novembre 1996.

## Malraux et la transcendance

### Art et humanisme
Malraux ne s’est jamais cru lié par un dogme et, à travers ses mutations, il est resté fidèle à son besoin de dépassement, en excluant tout recours aux utopies consolatrices, mais en devenant de plus en plus dépendant aux stupéfiants. Agnostique, il a mis dans l’art — et notamment dans l'idée d'un « musée imaginaire » qui arracherait les œuvres d’art à leurs fonctions traditionnelles pour les repenser dans leurs relations et leurs métamorphoses — la seule grandeur à la portée de l’homme et ses seules chances d’éternité[réf. nécessaire]. C’est pourquoi fraternité et humanisme sont au cœur de sa vie et de son œuvre :

« L’humanisme, ce n’est pas dire : “Ce que j’ai fait, aucun animal ne l’aurait fait”, c’est dire : “Nous avons refusé ce que voulait en nous la bête, et nous voulons retrouver l’homme partout où nous avons trouvé ce qui l’écrase”. »

— Les Voix du silence, 1951

### Nostalgie du divin

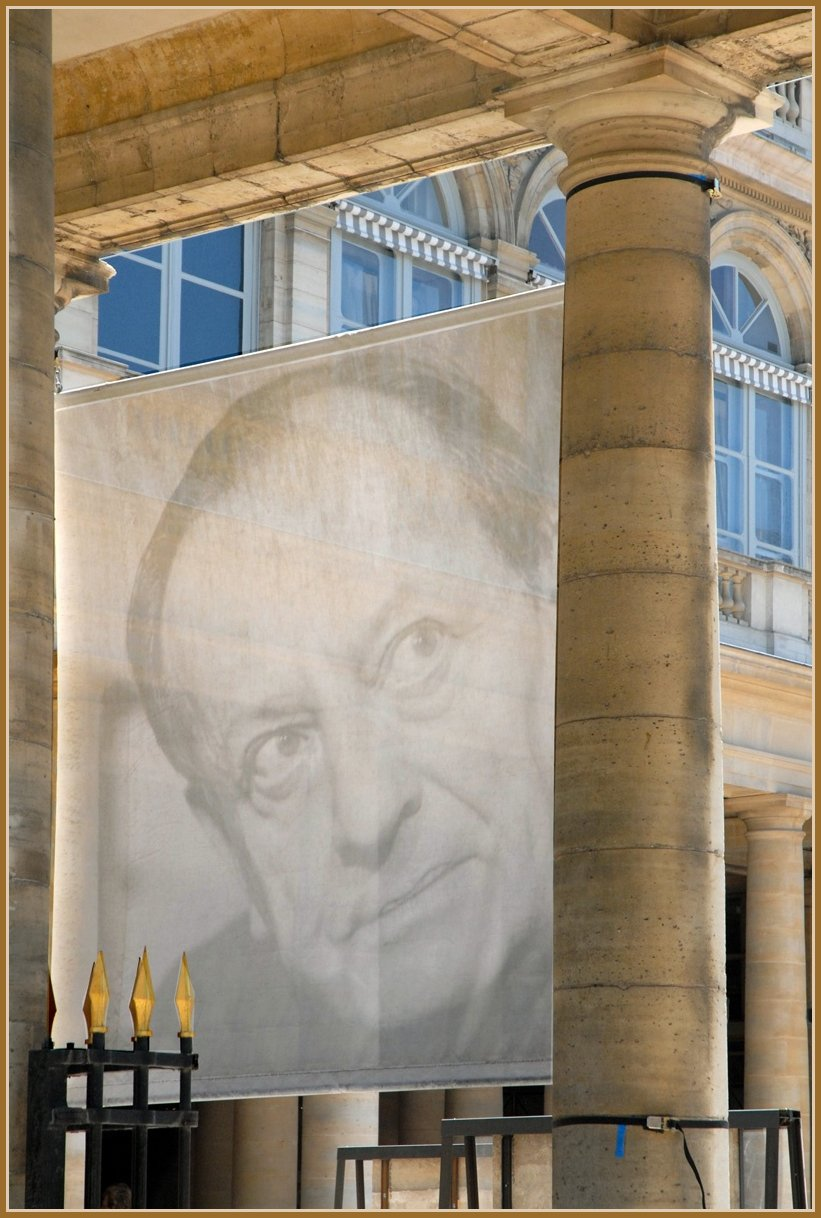
Le portrait d'André Malraux, placé sous les fenêtres du bureau du ministre de la Culture pour son cinquantenaire en 2009.

Dès 1926, il exprime dans La Tentation de l'Occident une idée à laquelle il reviendra souvent : « Dieu a été détruit. L'homme ne trouve que la mort. »
On lui a souvent attribué — à tort — la phrase : « Le siècle prochain sera religieux ou ne sera pas » ; « spirituel » y est parfois substitué à « religieux ». Il a cependant plusieurs fois démenti l'avoir prononcée, même si André Frossard a affirmé l'avoir entendue de sa bouche sous la forme un peu différente : « Le XXIe siècle sera mystique ou ne sera pas ». L'universitaire américain Brian Thompson s'est penché à plusieurs reprises sur cette question ; il affirme avoir entendu cette phrase de la bouche même de Malraux lors d'un entretien à Verrières-le-Buisson en 1972, ce qu'il soutient encore en 2007 lors d'un colloque international sur Malraux. La phrase litigieuse pourrait être la restitution non littérale de ce propos authentique :

« Je pense que la tâche du prochain siècle, en face de la plus terrible menace qu'ait connue l'humanité, va être d'y réintégrer les dieux ».

Ou peut-être de celui-ci, qui daterait de 1946 :

« Le problème capital de la fin du siècle sera le problème religieux, sous une forme aussi différente de celle que nous connaissons que le christianisme le fut des religions antiques ».

En tout état de cause, Malraux a clairement démenti être l'auteur de cette assertion : « On m’a fait dire : le XXIe siècle sera religieux. Je n’ai jamais dit cela, bien entendu, car je n'en sais rien. » Il précise ensuite : « Ce que je dis est plus incertain : je n’exclus pas la possibilité d’un événement spirituel à l’échelle planétaire. »

### Exemple de l'Inde
Dans cette perspective de « réintégration des dieux », André Malraux donna une large part à la civilisation indienne ainsi qu'à sa religion, l'hindouisme. Dans Antimémoires, il place l'Inde comme un de ses phares personnels les plus inspirants :

« [Face à l'Inde] Je venais de retrouver l'une des plus profondes et des plus complexes rencontres de ma jeunesse. Plus que celle de l'Amérique préhispanique, parce que l'Angleterre n'a détruit ni les prêtres ni les guerriers de l'Inde, et que l'on y construit encore des temples aux anciens dieux. Plus que celle de l'Islam et du Japon, parce que l'Inde est moins occidentalisée, parce qu'elle déploie plus largement les ailes nocturnes de l'homme ; plus que celle de l'Afrique par son élaboration, par sa continuité. Loin de nous dans le rêve et dans le temps, l'Inde appartient à l'Ancien Orient de notre âme. »

Dans un entretien avec Karthy Sishupal, une étudiante indienne qui lui a consacré une thèse, on trouve la phrase suivante : « L'Inde est tout de même le seul pays qui ait fait une révolution pour des raisons morales. Il n'y a qu'un seul Gandhi. »

## Malraux et la mythomanie
Malraux a été un grand mythomane. Il a ainsi rédigé lui-même son dossier militaire, s'attribuant des blessures fictives. Il a prétendu être entré dans la Résistance dès 1940, ce qui est faux, comme l'ont relevé Olivier Todd et d'autres auteurs avant lui (Guy Penaud, René Coustellier). Clara Malraux, comme Olivier Todd le rappelle, prétendait que Malraux était en permanence un escroc génial. Paul Nothomb affirmait que Malraux n'était jamais dupe de ses propres fabulations.
Dans plusieurs textes, d'ailleurs, Malraux se plaît à relativiser la valeur de la véracité. Par exemple, à propos du faux en bibliophilie (qu'il pratiqua), il fait dire à un personnage en qui il semble bien mettre de lui : « La mystification est éminemment créatrice ». Dans La Voie royale, l'auteur dit en son propre nom : « Tout aventurier est né d'un mythomane ». Olivier Todd estime essentielle à la compréhension de Malraux une idée exprimée dans La Condition humaine : « Ce n'était ni vrai ni faux, c'était vécu ». Pendant la Seconde Guerre mondiale, Malraux aurait dit : « Je fabule, mais le monde commence à ressembler à mes fables ».
Julien Gracq, dans son ouvrage En lisant en écrivant, livre un regard sévère sur le parcours initiatique du jeune Malraux : 

« La mythomanie de Malraux me glace, moins parce qu'elle est mythomanie que parce qu'elle est gravité calculée, et quelquefois spéculation payante parce qu’il a tiré sur elle bien d'autres traites que des traites littéraires : songeons à l'incroyable bluff chinois, auquel même Trotsky se laisse prendre, et qui lui permet de traiter avec le Russe de pair à compagnon ! (chez Chateaubriand, même quand il raconte sa fausse visite à Washington, la mythomanie reste toujours bon enfant et cligne de l’œil au lecteur, mais, hélas ! Malraux lorsqu'il fabule ne s'amuse que bien rarement). Quand je réagis contre mon irritation, je m'accuse de mesquinerie biographique, et je me dis qu'en somme Malraux n'a fait qu'étoffer sa vie des addenda qui lui semblaient dus, qui la prolongeaient organiquement, et dont seul le cadre trop étriqué d'une existence individuelle au vingtième siècle l'élaguait. »

## Fonctions gouvernementales et la politique culturelle de Malraux
En 1958, Malraux a pris en charge le premier ministère des Affaires culturelles, qui regroupait les arts et les lettres, l'architecture, les archives et le cinéma. Il donne une impulsion nouvelle à la restauration et à la protection des monuments et des sites : restauration du château de Versailles, ou encore campagne de ravalement des grands monuments de Paris et des quartiers anciens (loi Malraux du 4 août 1962). Il crée l'Inventaire général des richesses artistiques de la France, stimule l'activité théâtrale et poursuit la décentralisation avec les centres dramatiques de province et la réforme du Conservatoire ; il multiplie les expositions et les points d'exposition ; il étend aux écrivains la sécurité sociale. Il entreprend, sans en voir la réalisation, la réforme de l'enseignement de l'architecture et de la musique. On lui doit la création de la Caisse nationale des lettres en janvier 1946, et celle du Centre national d'art contemporain en 1967.
La politique culturelle de Malraux favorise surtout les arts qui ont le plus d’effet sur les masses : arts vivants, musées, cinéma (il crée le label Art et Essai), musique… La culture de Malraux en matière d’art et sa fraternité à l’égard de plusieurs artistes de premier plan (Matisse, Braque, Picasso, Giacometti) distinguent particulièrement l'œuvre du ministre : commandes du plafond de l’Odéon à André Masson en 1963, du plafond de l’opéra de Paris à Marc Chagall en 1962, envoi de La Joconde de Vinci aux États-Unis en 1963 ; Malraux n’a de cesse de faire rayonner la culture française dans le monde. On lui doit notamment le système d'avance sur recettes, mis en place par un décret de juin 1959, qui reste de nos jours un moteur important de la création cinématographique en France. À la même période, il fondait la Biennale de Paris, manifestation d'art dont le but était la valorisation de la jeune créativité française et internationale et le renforcement de la présence artistique française dans le monde.
L'administration étatique de l’art inaugurée par Malraux, cette volonté de produire du culturel en y mettant les moyens budgétaires, a été jugée par l'historien Marc Fumaroli comme le grand enterrement nihiliste de la culture française. Selon lui, si l’on compare l’extraordinaire abondance de talents lors de la IIIe République qui n'avait pas de politique culturelle, avec l'ère malrucienne et actuelle, on s’aperçoit que l’après-guerre est pour la France un désert artistique, qu’on s’efforce de dissimuler à coup d’évènements culturels. Toutefois, la thèse de Marc Fumaroli est fortement contestée par certains historiens de la politique culturelle comme Philippe Poirrier et Philippe Urfalino, qui soulignent plutôt la modestie de la politique culturelle de la période Malraux, tout en pointant ses singularités : rôle initiateur de l'État, volonté de démocratiser la culture consacrée, élargissement de l'État-providence aux questions culturelles. Le ministère des Affaires culturelles, créé pour conserver Malraux au gouvernement, sera pérennisé après son départ en 1969.

## Hommages
En 2018, onze lycées portent son nom en France, ainsi que d'autres établissements scolaires (écoles maternelles, élémentaires et collèges).

## Œuvres

### Discours célèbres, conférences et entretiens
- 1934 : L'art est une conquête, discours prononcé en août au Congrès des écrivains en URSS.
- 1934 : L'Attitude de l'artiste, discours à la Mutualité en 1934, compte-rendu du Congrès des écrivains soviétiques à Moscou.
- 1935 : L'Œuvre d'art, discours au Congrès International des écrivains pour la défense de la culture (21-25-juin 1935)
- 1935 : Réponse aux 64, discours aux assises de l'Association Internationale des écrivains pour la défense de la culture 4 novembre 1935.
- 1936 : L'Héritage culturel le 21 juin 1936 à Londres au secrétariat général de l'Association des écrivains pour la diffusion de la culture.
- 1946 : L'Homme et la culture, conférence à la Sorbonne, le 4 novembre 1946, pour la naissance de l'UNESCO
- 1947 : discours de propagande pour le RPF dont il est le délégué à la propagande le 2 juillet 1947, au Vélodrome d'Hiver de Paris.
- 1948 : Appel aux intellectuels en mars, à la salle Pleyel, qui deviendra la postface des Conquérants.
- 1956 : discours au congrès d'art et archéologie à New York et plusieurs autres aux États-Unis.
- 1956 : Rembrandt et nous, discours à Stockholm pour le 350e anniversaire de la naissance du peintre, 1956.
- 1958 : juillet (Fête Nationale) - août (Anniversaire de la Libération de Paris) — septembre (référendum sur la Constitution).
- 1959 : Hommage à la Grèce, discours à Athènes pour la première illumination de l'Acropole.
- 1960 : discours à l'occasion de l'indépendance des Colonies d'Afrique noire.
- 1960 : discours à l'UNESCO pour le sauvetage des monuments de Nubie.
- 1963 : La Joconde, discours à Washington, en janvier pour l'exposition de La Joconde à la National Gallery, devant le président Kennedy.
- 1963 : Oraison funèbre de Georges Braque, en septembre.
- 1964 : Transfert des cendres de Jean Moulin au Panthéon (19 décembre 1964), repris dans Oraisons funèbres : « Entre ici, Jean Moulin… »
- 1965 : Oraison funèbre de Le Corbusier dans la Cour carrée du Louvre.
- 1969 : discours à la jeunesse, Assises nationales de l'UJP.
- 1969 : Oui, discours pour le oui au référendum.
- 1971 : Oraisons funèbres, repris dans Le Miroir des Limbes, en 1976.
- 1973 : Inauguration du Monument de la Résistance (2 septembre 1973), repris dans Oraisons funèbres.
- 1975 : discours à la cathédrale de Chartres pour le 30e anniversaire de la libération des camps de concentration.
- 1975 : Entretien d’André Malraux avec Olivier Germain-Thomas, « Les réalités et les comédies du monde », L’Appel, no 13,‎ janvier-février 1975, p. 5-31.

### Publications
- 1920 : Des origines de la poésie cubiste, article dans La Connaissance, puis dans Action et des articles sur : Lautréamont et André Salmon.
- 1921 : Lunes en papier, édité par la galerie Simon (Kahnweiler) Paris, gravures sur bois de Fernand Léger. Ainsi que des textes brefs : Les Hérissons apprivoisés – Journal d'un pompier du jeu de massacre.
- 1922 : Des lapins pneumatiques dans un jardin français, texte farfelu. Écrit dans Dés des articles sur : Gide, Gobineau, Max Jacob, et préface le catalogue de l'exposition Galanis.
- 1924 : Écrit pour une idole à trompe textes farfelus donnés en revues et repris dans les Œuvres complètes, vol.1, Paris, Gallimard, Bibliothèque de la Pléiade.
- 1925 : L'Indochine, journal qu'il réalise avec Paul Monin, 29 éditoriaux ; puis après interruption devient : L'Indochine enchaînée, 25 éditoriaux, dernière parution le 24 février.
- 1925 : L'Expédition d'Ispahan, en août sous le pseudonyme de Maurice Saint-Rose.
- 1926 : La Tentation de l'Occident, chez Grasset.
- 1927 : Écrit pour un ours en peluche (in-900) – Le voyage aux îles Fortunées (Commerce) – D'une jeunesse européenne dans le livre collectif intitulé : « Écrits », chez Gallimard.
- 1928 : Les Conquérants, chez Grasset.
- 1928 : Royaume-Farfelu, chez Gallimard.
- 1930 : La Voie royale, chez Grasset, prix Interallié (ouvrage présenté comme le 1er volume des Puissances du désert).
- 1930 : Vie de Napoléon par lui-même: Publication anonyme en 1930 et republication par Gallimard en 1991, avec mention de l'auteur.
- 1932 : préface de L'Amant de lady Chatterley de D. H. Lawrence.
- 1933 : La Condition humaine, chez Gallimard, prix Goncourt le 7 décembre 1933[272]. Édition revue et corrigée [Gallimard, collection Blanche] en 1946. Malraux préface le roman Sanctuaire de William Faulkner.
- 1935 : Le Temps du mépris, chez Gallimard.
- 1937 : L'Espoir, chez Gallimard. Dans la revue Verve, les premiers fragments de La "Psychologie de l'art".
- 1938 : Espoir, sierra de Teruel, (mise en scène du film) qui sortira en 1945 en France sous le titre de L'Espoir (avec notamment Serafín Ferro).
- 1939 : Laclos, étude publiée dans : Tableau de la littérature française.
- 1941 : Le Règne du Malin, texte inachevé, publication posthume.
- 1943-1948 : La Lutte avec l'ange, première partie, 1943, Éditions du Haut-Pays à Lausanne (la Gestapo aurait brûlé la suite du manuscrit) ; ce volume sera ensuite retitré Les Noyers de l'Altenburg, 1948, Gallimard, Paris.
- 1946 : Le Démon de l'Absolu, consacré à T. E. Lawrence, dit Lawrence d'Arabie, dont il publiera un extrait sous le titre N'était-ce donc que cela ?
- 1946 : Esquisse d'une psychologie du cinéma.
- 1947 : Les Dessins de Goya au musée du Prado et Le Musée imaginaire, premier tome de la Psychologie de l'art, ouvrage dédié à Madeleine Malraux.
- 1947 : Romans parution du premier volume de ses Romans dans la bibliothèque de la Pléiade.
- 1948 : Le Rassemblement, hebdomadaire qu'il crée.
- 1948 : La Création artistique. Écrit des articles dans Le Rassemblement. Parution de The Case for de Gaulle, qui donne un dialogue entre James Burnham et Malraux.
- 1949 : Liberté de l'esprit, revue du RPF qu'il crée et à laquelle il collabore, la direction est confiée à Claude Mauriac.
- 1949 : La Monnaie de l'absolu, 3e volume de la Psychologie de l'art.
- 1950 : Saturne, essai sur Goya, chez Gallimard.
- 1950-1978 : Saturne et de nombreux articles dans : Carrefour, Le Rassemblement, La Liberté de l'esprit, le destin, l'Art et Goya.
- 1951 : Les Voix du silence, qui est une nouvelle version de La Psychologie de l'art.
- 1952 : La Statuaire premier tome du Musée imaginaire de la sculpture mondiale, chez Gallimard. Préface de nombreux ouvrages dont : Qu'une larme dans l'Océan de Manès Sperber.
- 1953 : lettres préface à Chimères ou Réalités.
- 1954 : Des bas-reliefs aux grottes sacrées et Le Monde chrétien chez Gallimard.
- 1957 : La Métamorphose des dieux, deviendra le premier volume (Le Surnaturel) de la trilogie qui reprend ce titre (voir plus bas).
- 1960 : préface des Liaisons dangereuses de Ch. De Laclos imprimé par Arts Graphiques Schüler, à Bienne. Choderlos De Laclos. Éditions Rencontre Lausanne.
- 1964 : Entre ici…, lors du transfert des cendres de Jean Moulin au Panthéon (repris dans Oraisons funèbres).
- 1967 : Antimémoires, (première partie du Miroir des Limbes). En 1972 : Antimémoires. Nouvelle édition revue et augmentée.
- 1971 : Les Chênes qu'on abat… (repris dans La Corde et les Souris).
- 1971 : Oraisons funèbres (huit oraisons reprises dans Le Miroir des Limbes en 1976) — préface le livre Souvenir à Charles de Gaulle.
- 1974 : La Tête d'obsidienne (repris dans La Corde et les Souris).
- 1974 : Lazare (repris dans La Corde et les Souris).
- 1974 : Le Surnaturel, La Métamorphose des Dieux I (paru en 1957 sous le titre La Métamorphose des Dieux).
- 1975 : Hôtes de passage (repris dans La Corde et les Souris).
- 1975 : L'Irréel, La Métamorphose des Dieux II.
- 1976 : La Corde et les Souris (seconde partie du Miroir des Limbes).
- 1976 : Le Miroir des limbes (constitué des volumes suivants : I. Antimémoires, II. La Corde et les Souris, et Oraisons funèbres), publié en octobre dans la Pléiade.
- 1976 : L'Intemporel, La Métamorphose des Dieux III.

#### Publications posthumes
- 1977 : L'Homme précaire et la Littérature, Gallimard.
- 1998 : Entretiens avec Tadao Takemoto, Au Signe de la Licorne (partie d'un ouvrage paru au Japon).
- 2006 : Carnet du Front populaire (1935-1936), François de Saint-Cheron (éd.), préf. Jean-Yves Tadié, Gallimard.
- 2007 : Carnet d'URSS (1934), François de Saint-Cheron (éd.), préf. Jean-Yves Tadié, Gallimard.
- 2012 : Lettres choisies (1920-1976), François de Saint-Cheron (éd.), préf. Jean-Yves Tadié, Gallimard (édition revue et augmentée, Gallimard, coll. « Folio », 2016).
- 2013 : Non, fragments d'un roman sur la Résistance, Henri Godard et Jean-Louis Jeannelle (éd.), avant-propos et postface d'Henri Godard, coll. « Les Cahiers de la NRF », Gallimard.
- 2016 : Correspondance (1941-1959) et autres textes, correspondance croisée avec Albert Camus, édition de Sophie Doudet, Gallimard.

### Édition des œuvres complètes
Les Œuvres complètes d'André Malraux sont disponibles en six volumes dans la collection « Bibliothèque de la Pléiade » (éditions Gallimard) : les deux premiers tomes sont consacrés aux œuvres de fiction ; le tome III au Miroir des limbes ; les tomes IV et V rassemblent les Écrits sur l'art ; le tome VI, intitulé Essais, rassemble des textes sur la littérature (articles, préfaces), des discours et articles à caractère politique, Le Triangle noir, L'Homme précaire et la littérature ainsi que les deux Carnets posthumes (d'URSS et du Front populaire). Cet ensemble comporte des chronologies détaillées, un appareil critique, des index, de nombreux inédits, ainsi que, pour les volumes IV et V, les illustrations des éditions originales. Dans la même collection un Album Malraux (iconographie choisie et commentée par Jean Lescure, 517 illustrations) a été publié en 1986.

### Dessins et croquis
Trois cent quatre-vingts dessins d'André Malraux sont publiés par Madeleine Malraux en 1986 sous le titre André Malraux : Messages, Signes et Dyables - Dessins 1946-1966. Deux cents dessins et croquis seront repris par cette dernière et son fils Alain dans un nouveau livre, L'Univers farfelu d'André Malraux, paru le 23 septembre 2009 aux Éditions du Chêne, sous la direction de Marie-Josèphe Guers. Un certain nombre d'entre eux illustrent l'agenda Pléiade 2017.

## Décorations

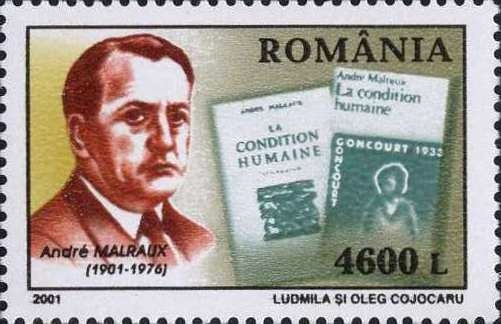
André Malraux sur un timbre de Roumanie (2001).

### Décorations étrangères

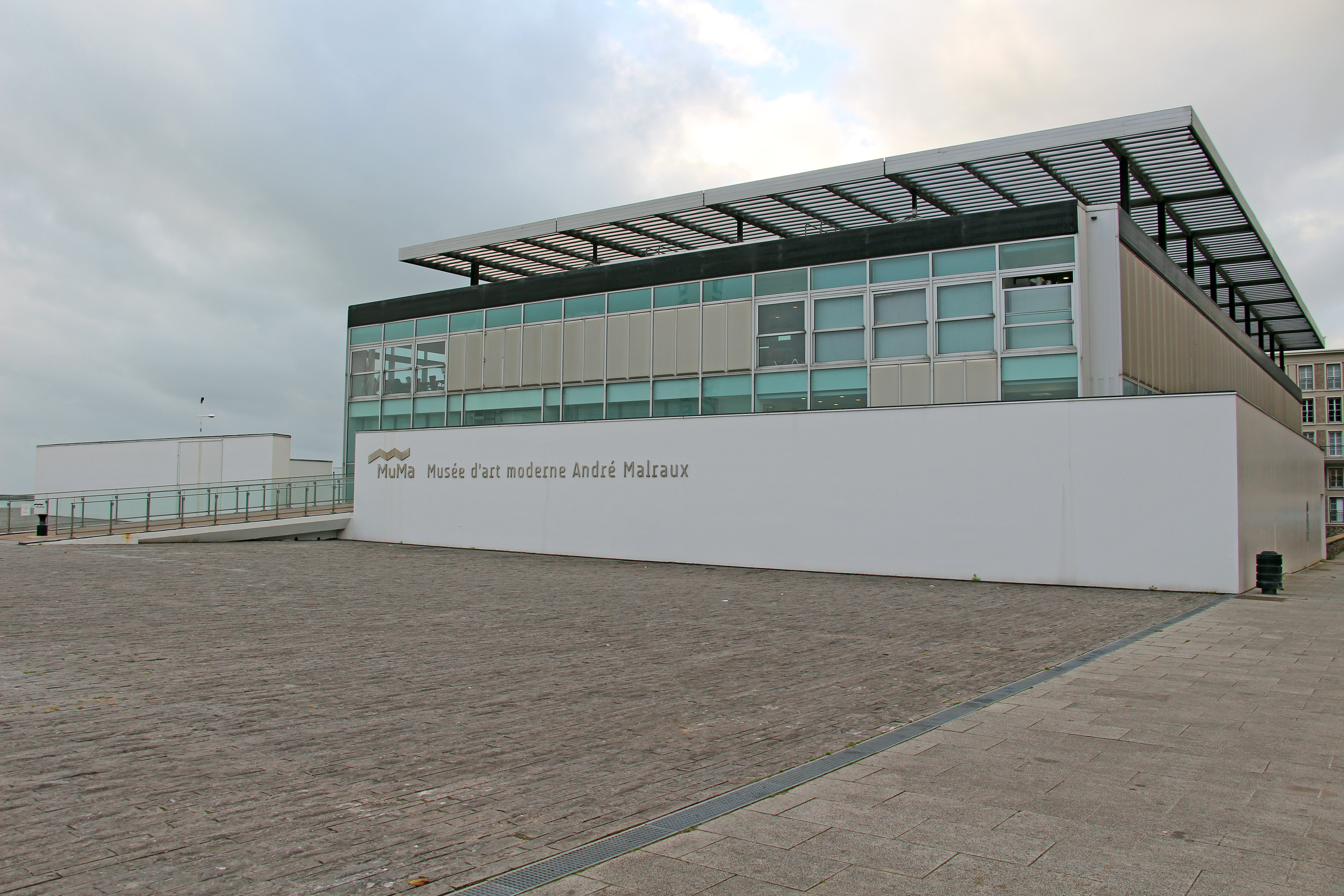
Musée d'art moderne André-Malraux (Le Havre).

### Études critiques

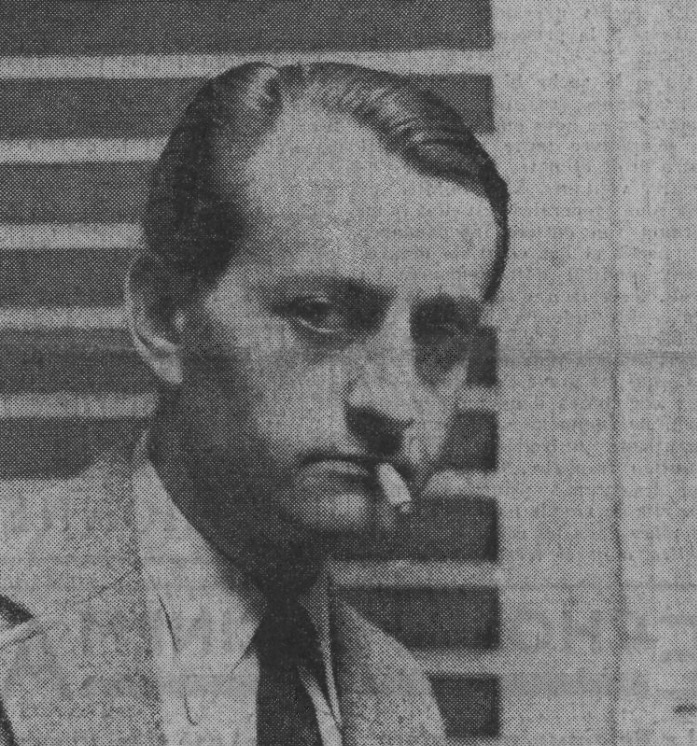
André Malraux, Ce Soir, 11 août 1939.